# セントラル・パーク
セントラル・パーク（英語: Central Park「中央公園」）は、アメリカ合衆国ニューヨーク市マンハッタン区にある都市公園である。その面積は843エーカー (341 ha) と市内で6番目に広い公園である。

## 概説
公園は北をセントラル・パーク・ノース、南をセントラル・パーク・サウス、西をセントラル・パーク・ウェスト、東を5番街に挟まれた南北4 km、東西0.8 kmの長方形の形をしている。

### デザインとレイアウト
セントラル・パークは主にジャクリーン・ケネディ・オナシス貯水池より北側のノースエンド (North End)、貯水池からレイクとコンサバトリー・ウォーターの間のミッドパーク (Mid-Park)、そしてレイクとコンサバトリー・ウォーターより南のサウスエンド (South End) の3つの区画に分けられている。また、公園にはチャールズ・A・ダナ・ディスカバリー・センター、ベルヴェデーレ城、チェス・アンド・チェッカーズ・ハウス、デイリー、コロンバスサークルが含まれている。
公園の植栽や地形は自然に出来たもののように見えるが、そのほとんどは1850年代から1860年代にかけて人工的に造園されたものである。そうして造られた自然の中には流れをせき止めて人工的に造られた8つの湖と池、いくつかの樹木帯、芝生、牧草地及び小さな草地がある。その他21の児童の遊び場、6.1マイル (9.8 km) の道路がある。
セントラル・パークの面積は843エーカー (341 ha) で、ペラム・ベイ・パーク、スタテンアイランド・グリーンベルト、ヴァン・コートランド・パーク、フラッシング・メドウズ・コロナ・パークに次ぎ市内で5番目に大きい公園となっている。公園はアメリカ合衆国国勢調査局により定められた国勢統計区で143番の統計区を構成している。143番の統計区には公園の土地のみが含まれており、国勢調査局が2016年に実施した合衆国地域調査の5年間の統計において、公園には年齢の中央値が19.8歳の5人の女性が住んでいたと記録されており、この数値は調査を重ねるごとに減っていき、2020年に実施された同調査結果では女性1人が居住と記録されている。2010年アメリカ合衆国国勢調査では統計区内に25人の居住者が居るとされたが、公園当局は公園内における居住者の存在を否定している。

### 訪問客
セントラル・パークはアメリカ国内で最も多く訪問された都市公園であるほか、世界で最も多く訪問された観光名所の1つでもあり、スミソニアン博物館が投稿した記事によれば、2016年には4200万人もの人々が訪問している。ただし、この統計は同一人物の重複訪問も計上されている。2011年に実施されたセントラル・パーク管理委員会の調査の報告書では、同年の重複訪問を計上しない場合の訪問人数は800万人から900万人で、重複訪問も計上した場合の訪問人数は3700万人から3800万人となっている。1973年には延べ1277万人が公園を訪れたと推定されており、セントラル・パーク管理委員会は利用者が30年間で約3倍になったと報告している。
総訪問者に占める観光客の数は非常に少なく、2009年5月には、年間の公園訪問者2500万人のうち約5分の1が観光客ではないかと『Crain's New York Business』誌は推定している。2011年の管理委員会の報告書では、総訪問者数のうち14％は初めてセントラル・パークを訪問する人、3分の2は少なくとも週に1回は公園に入る常連客、約70％はニューヨーク市在住であるとされている。また、一日当たりの訪問客が最も多いのは夏の週末で、ほとんどの訪問者は能動的なスポーツではなく、ウォーキングや観光などの受動的なレクリエーション活動を公園で行っている。

## 管理
公園はニューヨーク市公園レクリエーション局との契約に基づいて公園を管理している、民間非営利団体のセントラル・パーク管理委員会によって維持メンテナンス業務が行われている。管理委員会は1980年に市の公園の清掃と修復業務を支援する目的で設立された。セントラル・パークの所有権は公園局が保有しており、管理委員会は1998年に公園局と契約を結び維持管理業務のみ公園局から引き継いでいる。管理委員会はニューヨーク市の他の都市公園のメンテナンスのサポートとメンテナンススタッフの教育プログラムを行っており、ハイラインやブルックリン・ブリッジ・パークなどの新しい公園の開発を支援している。
セントラル・パークは、ニューヨーク市警察の第22（セントラル・パーク）管区に含まれており、公園東の東84丁目・東85丁目と公園西の西86丁目を接続している86丁目横断道路でパトロールが行われている。パトロールは通常の警察官と補助警官によって行われている。第22管区は全ての犯罪の発生件数が1990年から2019年の間に81.2%減少している。2019年に管区内で発生した事件は殺人1件、強姦1件、強盗21件、重暴行7件、押し込み強盗1件、窃盗37件、自動車窃盗1件であった。また、ニューヨーク市公園エンフォースメント・パトロールもセントラル・パークをパトロールしており、セントラル・パーク管理委員会がコンサバトリー・ガーデンなどの特定の場所の警備のため、期間に限りを設け公園エンフォースメント・パトロールを雇うこともある。
セントラル・パークでは、無料のボランティア救急医療サービスであるセントラル・パーク医療ユニットが運営されている。ユニットは自転車、救急車及び全地形対応車を使用して救急対応にあたっている。1975年にユニットが設立されるまではニューヨーク市消防局が救急対応を行っていたが、通報から救急対応を行うまでに30分以上かかることが多かった。

## 歴史

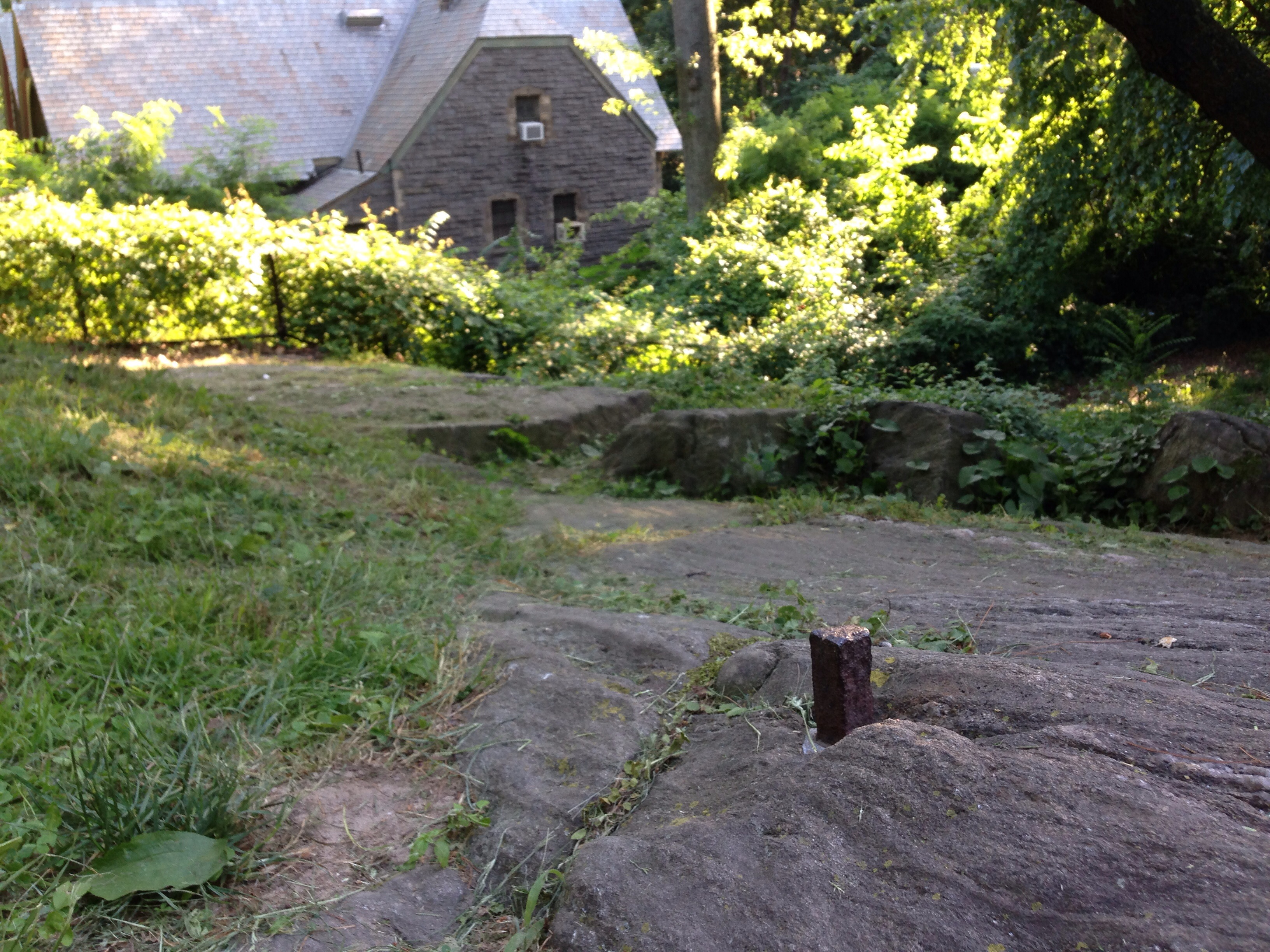
ランデルの打ちこんだ測量杭

### 計画
1821年から1855年の間に、ニューヨーク市の人口はほぼ4倍となった。街がマンハッタン島の北へと発展を続けるにつれて、人々は受動的なレクリエーションのために、主に墓地などいくつかの既存の広場に向かうことが多くなった。この動きは、当時人々の集中していたロウアー・マンハッタンの喧騒と混沌とした生活からの逃避と見なされている。マンハッタンの方格設計に基づいた街路敷設の原案となった1811年委員会計画では、セントラル・パークは計画されておらず、その代わりにいくつかの小さな広場を作ることが計画されていた。このため、測量士のジョン・ランデル・ジュニアは、現在の公園敷地内で交差点を建設するための敷地の測量を行った。この時の測量で打ち込まれたうち唯一現存する測量杭は、デイリーの北の66丁目横断道路沿いにあり、そこが西65丁目と6番街の交差点として計画されていた場所であった。

#### 用地の選定
1840年代までに、マンハッタン区に新しい大きな公園を建設することが求められるようになった。当時のマンハッタン区には17の広場があり、その合計面積は165エーカー (67 ha) で、この中で最も大きい広場はマンハッタン島の南端にある10エーカー (4.0 ha) のバッテリー・パークであった。また、新公園の建設の必要性は、1844年にニューヨーク・イブニング・ポスト紙の編集者であるウィリアム・カレン・ブライアントが、1851年にランドスケープ・アーキテクトのアンドリュー・ジャクソン・ダウニングがそれぞれ著書などにおいて訴えていた。
1851年5月5日に行われたニューヨーク市議会の会議において、第71代ニューヨーク市長アンブローズ・キングスランドは大きな新しい公園を建設する必要性とその利点を説き、その上で公園を建設するために議会が動くことを提案した。キングスランドの提案は承認され、議会の土地委員会に送られた。委員会は新公園の用地としてブライアントが提唱した場所と同じ、アッパー・イースト・サイドの66丁目と75丁目の間にある160エーカー (65 ha) の土地であるジョーンズ・ウッドを選定した。しかし、この用地の買収は、立地や他のアップタウンの土地に対して面積が小さいこと、買収にかかるコストなどの面から物議を醸した。結果としてジョーンズ・ウッドを買収する法案は違憲であるとして無効にされ、次にセントラル・パークとして知られる、5番街、8番街、59丁目、106丁目に囲まれた750エーカー (300 ha) の土地が注目された。この土地を提案したのはクロトン導水路委員会のニコラス・ディーン会長で、クロトン導水路の面積35エーカー (14 ha)、容量150,000,000米ガロン (570,000,000 L) の貯水池が中心にあるためこの地を提案した。1853年7月、ニューヨーク州議会はセントラル・パーク法を可決し、現在のセントラル・パークの用地の購入を承認した。

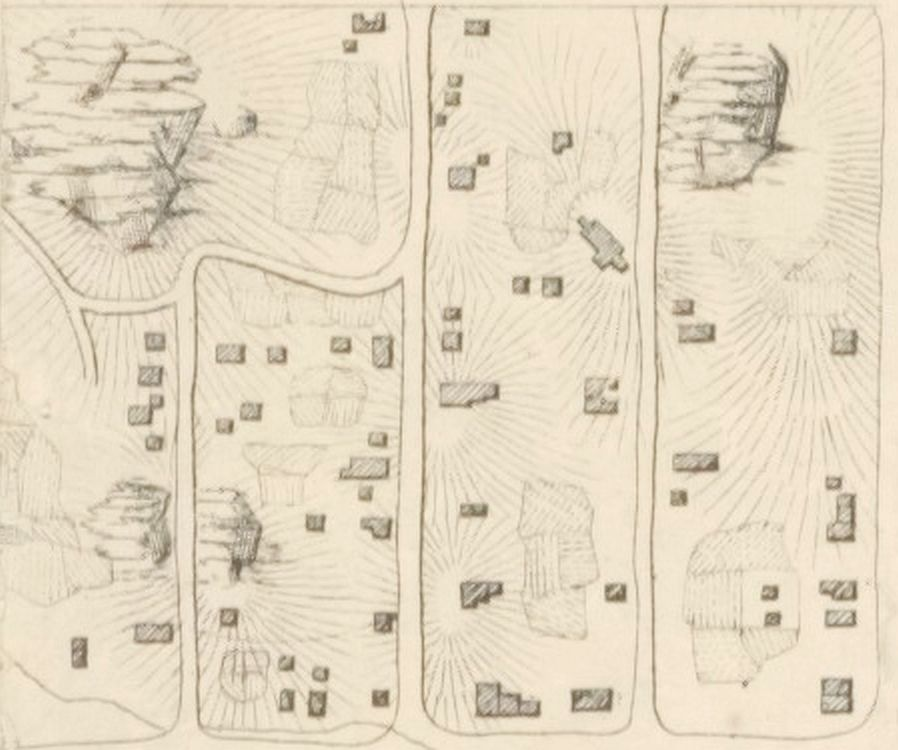
ヴィエルによるセントラル・パークの調査において描かれたセネカ・ビレッジの地図

土地委員会はこの地域の34,000以上の区画について資産評価を実施し、1855年7月までに全ての区画の評価が完了した。評価が進行している間に公園計画を縮小する提案がなされたが、第73代市長フェルナンド・ウッドによって縮小案は否決された。当時、この区画は1825年以来コミュニティを発展させてきた自由黒人とアイルランド移民が暮らしていた。セントラル・パークに住んでいた人々の多くはピッグタウンやセネカ・ビレッジなどの小さな集落、マウント・セント・ヴィンセント・アカデミーの学校や修道院で暮らしていた。1855年10月に土地委員会の報告が発表されるとすぐに土地開発が始まり、土地収用により約1,600人の住民が立ち退きを余儀なくされた。当時公園建設支持者は公園の用地取得費用は僅か170万ドルであると主張したが、実際にかかった費用は739万ドル（2021年のレートで2億1500万ドルに相当）と大幅に超過しており、12年後にアメリカがロシアからアラスカを購入した際に支払った額よりも高くなった。

#### デザインコンテスト
1856年6月、フェルナンド・ウッド市長は公園開発に対する国民の信頼を高めるため、7人からなる「コンサルティング委員会」(Consulting Board) を設立し、作家のワシントン・アーヴィングを会長とした。ウッド市長は軍事技師のエグバート・ルドヴィクス・ヴィエルを公園のチーフエンジニアとして雇い入れ、公園用地の地形調査を行わせた。翌年4月、州議会は計画と建設のプロセスを独占的に管理していた4人の民主党員と7人の共和党員からなるセントラル・パーク委員会の設立を承認する法案を可決した。ヴィエルはすでに公園の計画を立てていたが、コミッショナーはこれに取り合わず地形調査のみを完了するように促した。そしてセントラル・パーク委員会は、設立直後にランドスケープ・デザインコンテストを開催した。セントラル・パーク委員会はコンテストの開催にあたり、コンサルティング委員会の指示に従い各区画に非常に詳細な仕様の指定を行った。コンテストには33の企業や組織が参加し計画案を提出した。
1858年4月、セントラル・パーク委員会はフレデリック・ロー・オルムステッドとカルヴァート・ヴォークスによるグリーンスワード計画 (Greensward Plan) をコンテスト受賞計画に選択した。また、この他3つの計画が次候補に指定され、市の展示会において取り上げられた。提出された多くの計画がセントラル・パークを中心に周辺の都市と効果的に統合したものであったのに対し、オルムステッドとヴォークスの計画は周囲の土地より低い位置に公園を作り周辺の都市と公園を明確に分離するものであった。また、この計画は公園を東西又は南北対称とすることを避け、代わりにより美しいデザインを構築している。このデザインはマサチューセッツ州ケンブリッジのマウント・オーバーン墓地やブルックリン区のグリーンウッド墓地などの、造園された墓地の牧歌的なデザインに影響を受けているほか、オルムステッドが1850年に訪れたイギリス・イングランドのバーケンヘッドにある、世界初の公的資金により作られた都市公園とされるバーケンヘッド・パークの影響も受けている。オルムステッドはこの公園について「最も重要な民主的発展を遂げたこの国で作られた最初の本格的な公園として、非常に重要である」(Of great importance as the first real Park made in this country—a democratic development of the highest significance) と語っている。

### 建設
セントラルパークの設計・建設は、あらゆる専門家によって行われた。フレデリック・ロー・オルムステッドとカルヴァート・ヴォークスが主設計者であり、彼らをセントラル・パーク委員会会長アンドリュー・ハズウェル・グリーン、建築家のジェイコブ・レイ・モールド、マスターガーデナーのイグナーツ・アントン・ピラート、エンジニアのジョージ・E・ウェアリング・ジュニアらが支援した。オルムステッドが全体的な計画を、ヴォークスが細部の設計を担当していた。ヴォークスと仕事をする機会の多かったモールトはセントラル・パーク遊歩道とタバーン・オン・ザ・グリーンの建物を設計した。ピラートは公園の景観の設計を担当し、公園内へ植える植物の購入とその配置の計画を立てていた。監督エンジニアのウィリアム・H・グラントによって指揮された建設エンジニアの軍団は小路、道路、建物などの建築物の測量と建設を担っていた。ウェアリングはグラントの下で働いていたエンジニアの一人であり、土地の排水設計を担当していた。
セントラル・パークは岩が多く湿った土地であったため、そのままの状態での公園建設が困難であった。このため建設に際しては5,000,000立方フィート (140,000 m3) の岩や土を運び出す必要があり、これの除去のために南北戦争のゲティスバーグの戦いで使用された量を上回る量の火薬が使用された。公園の元の土壌は肥沃でなく、更にグリーンスワード計画で指定された植物相を維持するのに十分な量でもなかったため、18,500立方ヤード (14,100 m3) 以上の土がロングアイランドやニュージャージー州から輸送された。建設機械が十分に発達していなかった時代であり、工事の大部分は人力に頼ったものであった。多数の労働者が作業に従事しており、1858年10月の一日平均の労働者の数は2,500人にのぼり、ピークを迎えた1859年には3,666人を数えた日も記録されている。建設工事においては事故を防ぐために作業に細心の注意が払われたため、一般的には作業中の死亡率が高かった時代としては非常に少ない水準である僅か5人の犠牲者を出したのみであった。
セントラル・パークの建設中、オルムステッドは数十人の騎馬警官を雇い、警官をパークキーパーとゲートキーパーの2種類の「キーパー」に分けた。開園後は騎馬警官は公園の常連客から好意的に見られるようになり、後に常時のパトロールが行われるようになった。警官は公園内での運の絡む遊技による賭博行為、スピーチやピクニックなどの大規模な集会、花や植物の摘み取りなどを取り締まっており、これらの条例の有効であった1866年までに800万人近くの訪問者の内110人が逮捕されている。

#### 1850年代後半

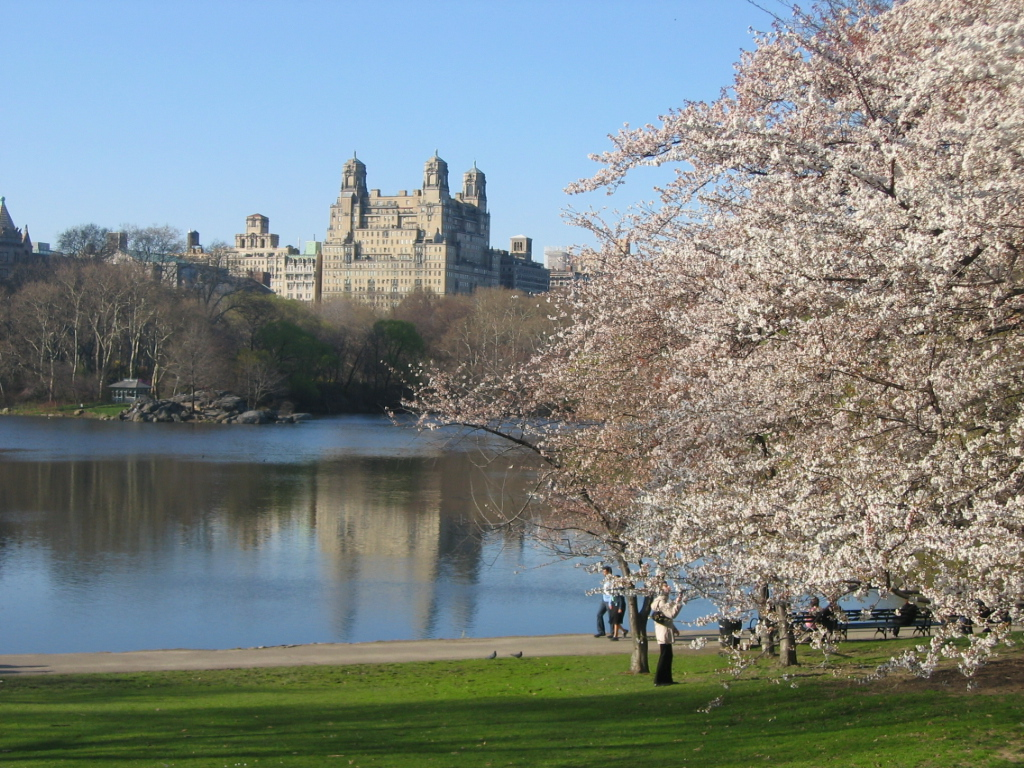
セントラル・パークで最初に完成した構造物である湖

1857年8月下旬、労働者は柵の建設、植生の除去、土地の排水、不整地の整地作業を開始した。翌月までにチーフエンジニアのヴィエルは、プロジェクトで700人近くの労働者が雇用されたと報告した。オルムステッドは日雇い労働者を契約なしで直接雇用し、日ごとに給料を支払った。労働者の多くはアイルランド系移民または第1世代または第2世代のアイルランド系アメリカ人で、一部にはドイツ系アメリカ人やイタリア系アメリカ人も居たが、女性及び黒人労働者はいなかった。労働者の賃金は低いことが多く、他の建設プロジェクトにも従事して更なる収入を得る者も多かった。その後季節的雇用のパターンが確立され、夏の期間中、より多くの労働者がより高い賃金で雇用されるようになった。
数ヶ月の間、公園委員会は資金調達の問題に直面し、専任の労働者の雇用やそのための資金の流れは1858年6月まで確保されなかった。手入れの行き届いたアッパー貯水池は公園の建設において公園委員会が建設を行わなかった唯一の区画である。新たな貯水池はクロトン導水路委員会によって、1858年4月に建設が開始された。セントラル・パークの建設において最初に行われた主要な作業は、道路建設用地を整地し、公園南部の土地の排水を行うことであった。セントラル・パークの南西部にある湖は、公園内の構造物として最初となる1858年12月に一般公開され、続いて1859年6月にランブルと呼ばれる森林地帯が公開された。同年、ニューヨーク州議会はセントラル・パーク北端の106丁目から110丁目までの65エーカー (26 ha) の土地の追加購入を承認した。79丁目より南のセントラル・パークの区画は、1860年までにほぼ完成した。
公園委員会は1860年6月に、これまでの建設工事で400万ドルの費用が費やされたと報告した。建設費が当初の見積もりよりも急増した結果、委員会はグリーンスワード計画のいくつかの構造物の建設を断念したり、計画の縮小が行われた。ニューヨーク州議会上院は、公園建設に不当なコストをかけているとして、スイスのエンジニアであるジュリアス・ケラーズバーガーに公園に関する第三者報告書の作成を依頼した。1861年に提出されたケラーズバーガーの報告書では、公園の委員会の費用管理は「圧倒的成功」であったとされた。

#### 1860年代

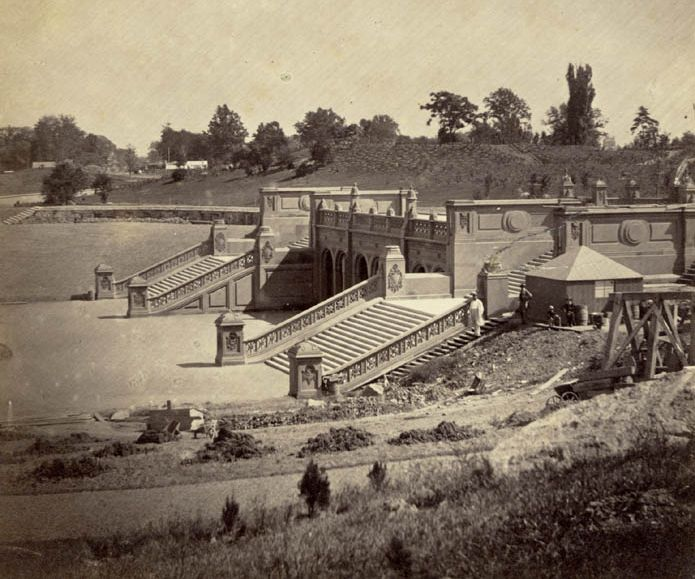
建設途中のベセスダ・テラスと噴水、1862年撮影

オルムステッドはしばしば公園委員会、特にグリーン会長と衝突することがあった。結果オルムステッドは1862年6月に辞任し、グリーンはオルムステッドの後任に任命された。更に、ヴォークスもグリーンからの圧力を受けたと感じたために1863年に辞任した。図らずも主任建築家2人の後任となったグリーンは、建築の経験がほとんどない状態で公園の監督として建設工事を加速した。グリーンはコストを削減するためにマイクロマネジメントを導入した。彼は公園の最北端の65エーカー (26 ha) を購入するための交渉を完了し、この土地は後に起伏の多い森林とハーレム・メア水路となった。
1861年に南北戦争が勃発した時点で公園の重要な部分は既に完成していたため、公園委員会はセントラル・パークの建設を継続することを決定した。南北戦争中に完成した構造物は、後に取り壊された音楽スタンドとカジノレストラン、そして現在も残るベセスダ・テラスと噴水の3つであった。1861年後半までに、72丁目より南の区画はフェンスを除いて建設が完了していた。公園の北部での建設作業も開始されたが、歴史的なマクゴーワン峠を保存する必要があるため建設は難航した。翌年、アッパー貯水池が完成した。この期間中にセントラル・パークは人気を博し始めた。主なアトラクションの1つは、毎日運行している公園を横断する馬車による「馬車パレード」であった。公園の利用者数は着実に増加していった。1867年までに、セントラル・パークは年間300万人近くの歩行者、85,000頭の馬、138万台の車両を収容した。公園には、全ての社会階級のニューヨーカーが活動できる施設が揃っていた。裕福な人々は手綱を取って馬に乗ったり、馬車に乗って公園を巡り、その他多くの人はアイススケートや漕艇などのスポーツに参加したり、遊歩道の野外ステージでコンサートを聴いたりしていた。
オルムステッドとヴォークスは1865年半ばに再雇用された。セントラル・パークの南部の子供地区、ボールプレーヤーズ・ハウス、デイリーなどのいくつかの建造物が建てられ、ベルヴェデーレ城、ハーレム・メア、コンサバトリー・ウォーターの建設が開始された。

#### 1870年 - 1876年：完成

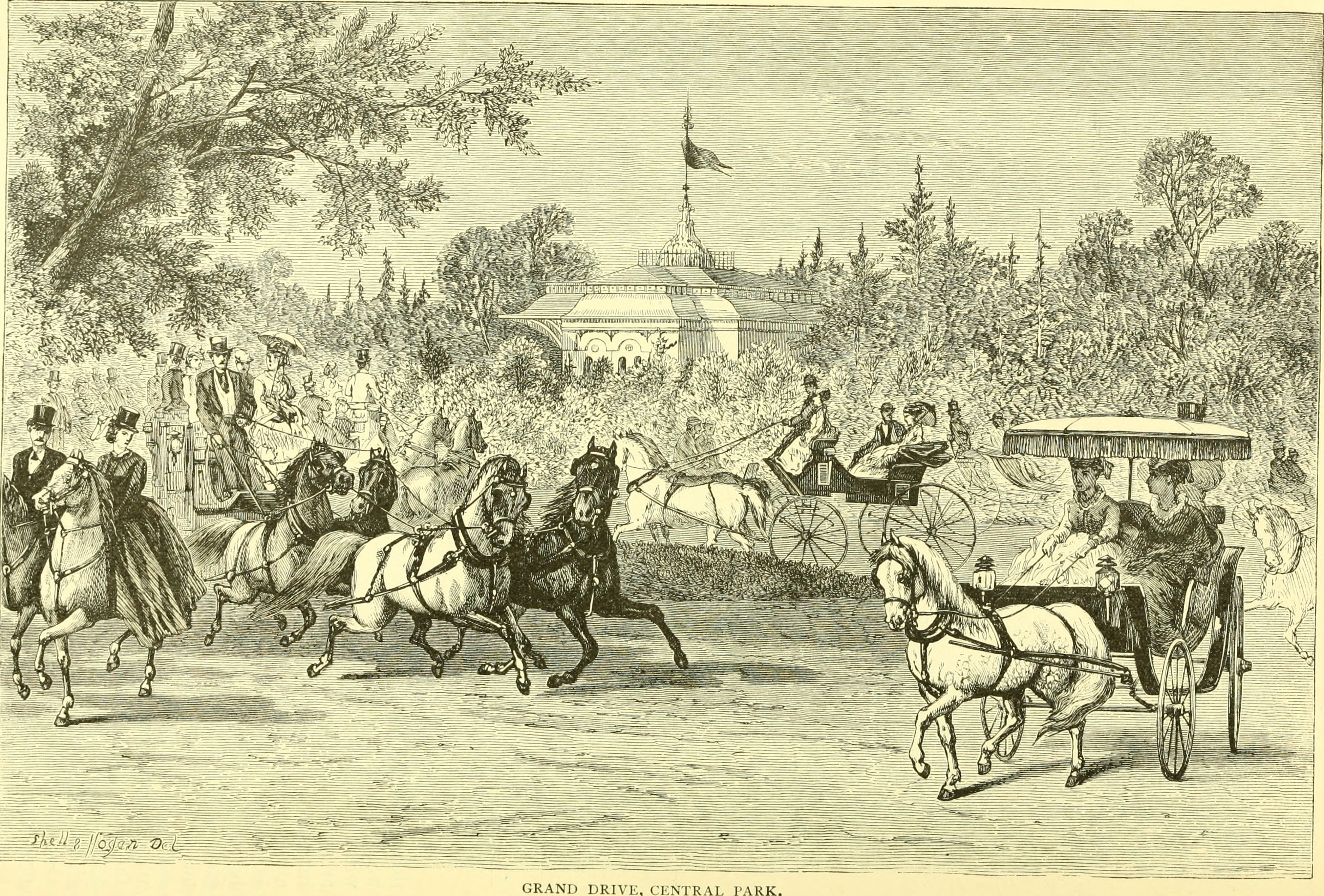
上流階級の集う新しい公園、1870年頃

当時ニューヨークで最大の政治勢力であったタマニー・ホールのマシーンは、1870年4月からの短い期間セントラル・パークを支配していた。タマニーのボスであるウィリアム・M・ツイードによって作成された新しい憲章は、古い11人の委員会を廃止し、グリーンと4人のタマニー関連の人物で構成される5人の委員会を設立した。その後、オルムステッドとヴォークスは1870年11月に再びプロジェクトから辞任した。ツイードの横領の罪が1871年に明らかになり彼が投獄された後、オルムステッドとヴォークスは再々雇用され、セントラル・パーク委員会は主にオルムステッドを支持する新しい委員を任命した。
セントラル・パークの西側は未開発で比較的手付かずのままであったが、残りの空き地にはいくつかの大きな構造物が建てられた。1872年までに、マンハッタン・スクエアは3年前にアーセナルに設立されたアメリカ自然史博物館の建設のために予約されており、もともと遊び場とする計画であった東側の区画は後にメトロポリタン美術館が建設された。セントラル・パークの建設の最後の年に、ヴォークスとモールトはいくつかの構造物を設計した。羊小屋（現在のタバーン・オン・ザ・グリーン）とレディース・メドウは1870年から1871年にかけてモールトによって設計され、1872年には86丁目横断道路沿いの管理事務所を設計された。オルムステッドとヴォークスのパートナーシップは1872年の終わりまでに解消されたが、公園が正式に完成したのは4年後の1876年であった。

### 19世紀後半 - 20世紀初頭：最初の衰退

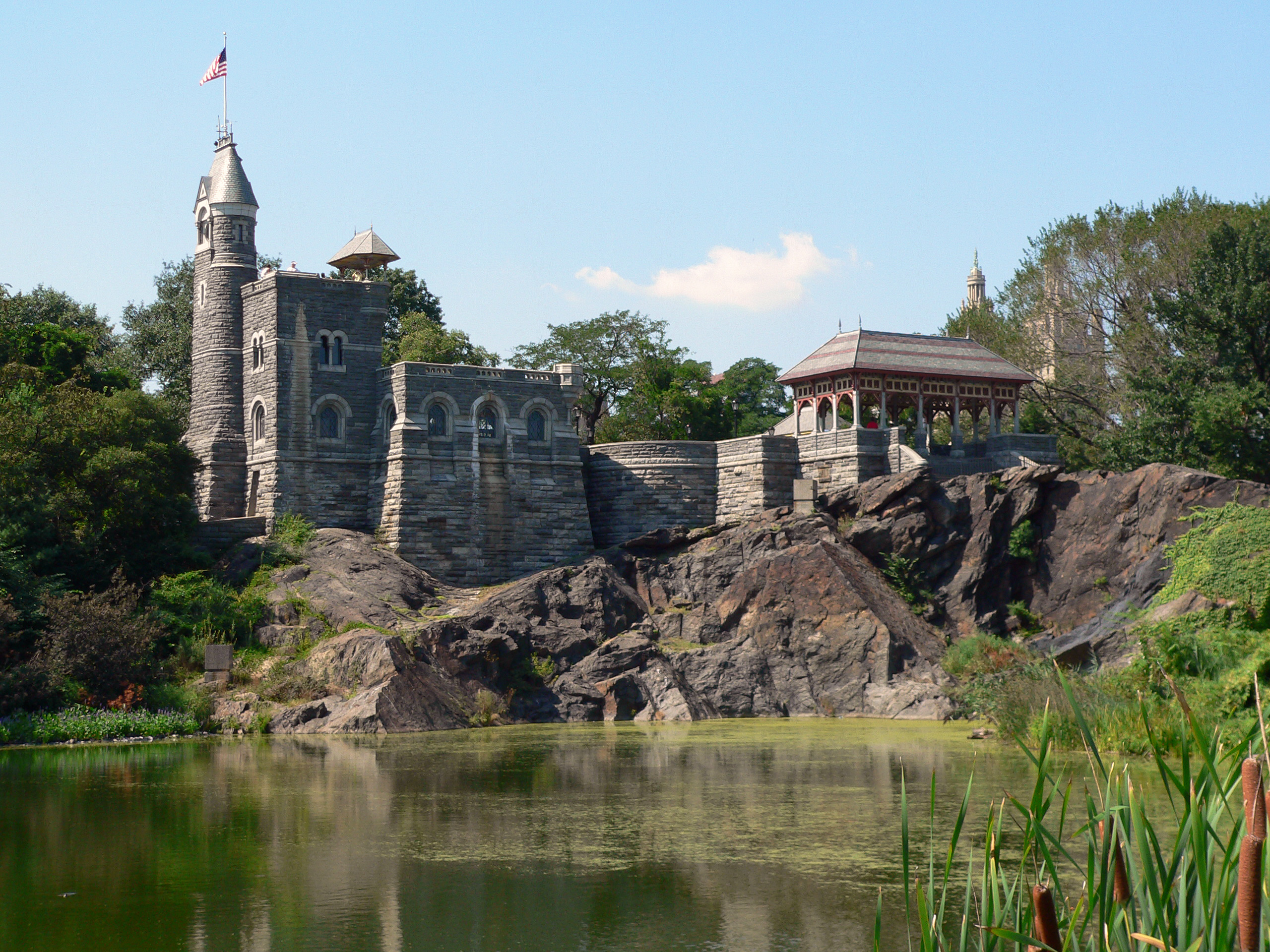
1869年に完成したベルヴェデーレ城

1870年代までに公園の常連客には中産階級と労働者階級が多くなり、集会に対する規制などの厳しい規制は徐々に緩和されていった。訪問者数の増加、タマニー・ホールによる怠慢、納税者からの予算削減により、セントラル・パークの維持費は1879年までに最低値に達した。オルムステッドは、セントラル・パークの衰退について政治家、不動産所有者、公園労働者を非難したが、高い維持費も衰退の要因の1つであった。1890年代までに、自動車の所有が当たり前になり、娯楽施設や軽食スタンドが急増したことによって、人々はセントラル・パークでのレクリエーションの魅力を見出し始めた。また、1904年にニューヨーク市地下鉄が開通したことにより、コニーアイランドやブロードウェイ・シアターなどの観光地とセントラル・パークの間を5セントで行き来することが出来るようになったため、セントラル・パークは市内の主要なレジャー地となった。
19世紀後半、ランドスケープ・アーキテクトのサミュエル・パーソンズがニューヨーク市公園局の監督に就任した。パーソンズはかつてカルヴァート・ヴォークスに弟子入りしており、1886年にはセントラル・パークの苗床の復元を手伝った。パーソンズは公園に対するオルムステッドの当初のビジョンに厳密に従いながら、公園内の木を復元した。また、パーソンズの監督の下で公園の北隅に2つのサークル（現在のデューク・エリントン・サークルとフレデリック・ダグラス・サークル）が建設された。パーソンズは、公園の土壌を交換するための費用が不要であるかどうかについての長い論争が起こった後の1911年5月に解任された。また、この頃に市長を務めたタマニーに所属する民主党員らは、セントラル・パークに対して無関心であった。
20世紀初頭にいくつかの公園保護団体が結成された。公園を維持するために、1900年代と1910年代に公園・遊び場協会及び公園保護協会の下で運営されている複数のセントラル・パーク市民グループによるコンソーシアムが結成された。これらの協会は、図書館やスポーツスタジアム、文化センター、地下駐車場の建設などの公園への新規建造物の建設に反対することを提唱した。3番目のグループであるセントラル・パーク協会が1926年に設立された。セントラル・パーク協会と公園・遊び場協会は、2年後にニューヨーク市公園協会として統合された。

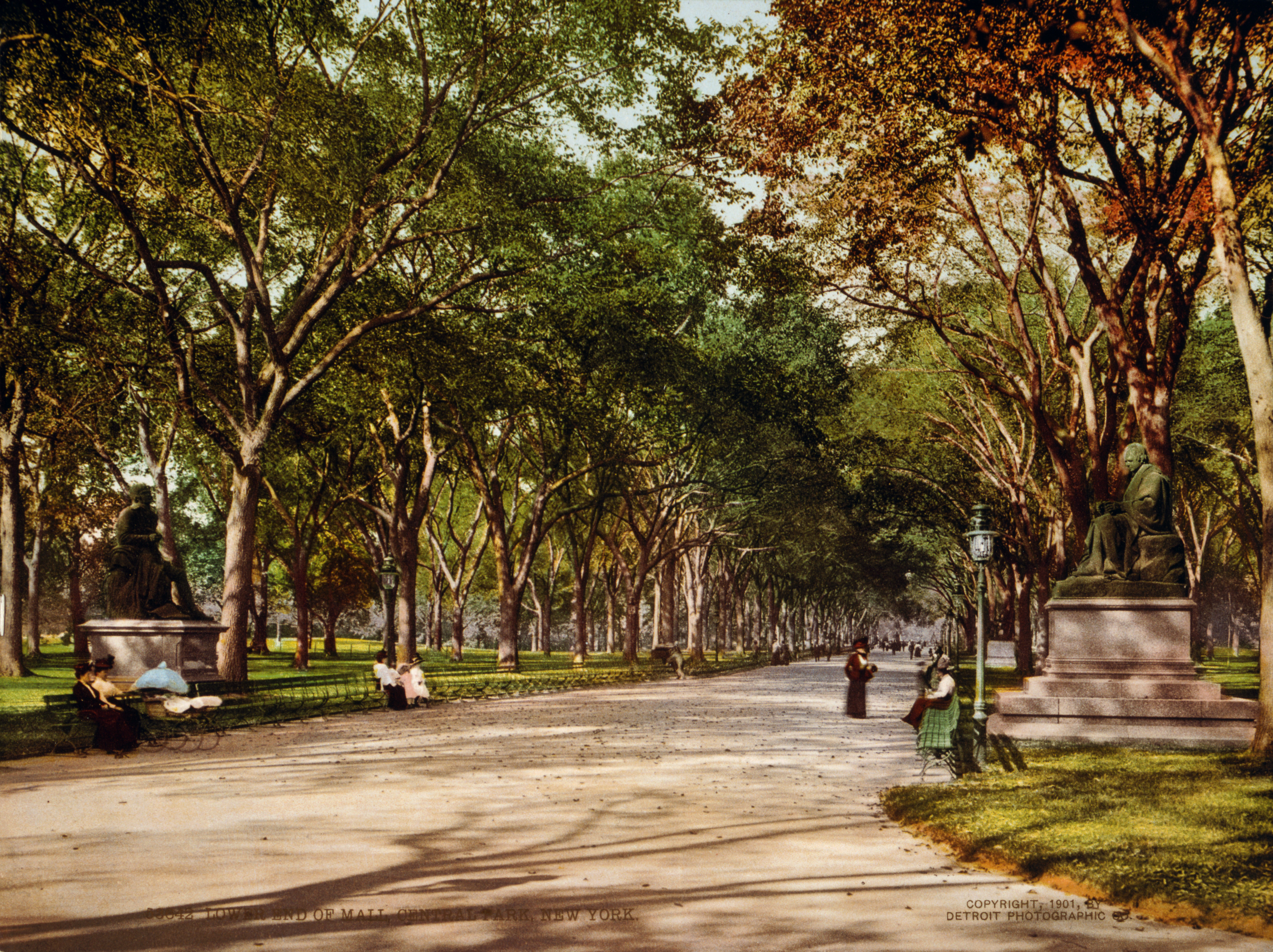
遊歩道の風景、1901年撮影

遊具を寄贈した慈善家オーガスト・ヘクシャーにちなんで名付けられたヘクシャー・プレイグラウンドは1926年に公園南端近くに開業し、すぐに貧困層の移民家族に人気を博した。翌年、第97代市長ジミー・ウォーカーはランドスケープ・デザイナーのハーマン・W・メルケルに、セントラル・パークを改善する計画を立てるよう依頼した。メルケルの計画は、構造物や植物への破壊行為に対抗し、小路を修復し、100万ドルの費用で8つの新しい遊び場を追加建設するものであった。提案された修正の1つである地下灌漑水管は、メルケルの報告が提出された直後に設置された。しかし、折しも発生した世界恐慌の影響で、報告書に記載されている植物の破壊を軽減するためのフェンスなどの他の改善計画は延期されることとなった。

### 1930年代 - 1950年代：モーゼスによるリノベーションプロジェクト
1934年、共和党のフィオレロ・ラガーディアが第99代ニューヨーク市長に選出された。ラガーディア市長は当時存在していた5つの公園関連部門を統合し、新しく都市公園委員にロバート・モーゼスを任命した。モーゼスは公園を改善する任務を与えられ、彼はタマニー時代のスタッフの多くをまとめて解雇した。当時、芝生は雑草やほこりにまみれており、多くの木は枯れていた。また、記念碑は破壊され、設備や道路は破損し、鉄製建造物は錆びていた。モーゼスの伝記を書いた作家のロバート・カロは、後にこの時の公園の状態について「かつての美しい遊歩道は、騒がしいパーティーを終えた翌朝の様相を呈していた。ベンチは仰向けになり、足が空を向いていた...」(The once beautiful Mall looked like a scene of a wild party the morning after. Benches lay on their backs, their legs jabbing at the sky...) と語っている。
翌年、市の公園局は芝生と花を植え替えて枯れ木や茂みを除去した。また、壁をサンドブラスト加工し、道路や橋を修理して彫像を修復した。公園の動物園と倉庫は現在のセントラル・パーク動物園となり、動物園内でネズミ駆除プログラムが開始された。もう1つの劇的な変化はモーゼスがタートル池の北にあるフーバービルの貧民街を撤去したことで、この土地は30エーカー (12 ha) の芝生地帯となったことである。その他に、公園の南東の角にある池の西部はウォルマン・リンクと呼ばれるアイススケートリンクになり、道路が改良または拡幅され、21の遊び場が追加された。これらのプロジェクトにかかる費用は、ニューディール政策による資金と一般からの寄付金で賄われた。モーゼスはシープ・メドウの羊小屋を解体し、跡地にタバーン・オン・ザ・グリーンレストランを建設した。
1940年代と1950年代の改修では、1943年に完成したハーレム・メアの修復と、1954年に完成した新しいボート小屋の建設が行われた。モーゼスは遊び場や球場など、他のいくつかのレクリエーション施設の建設を開始した。

### 1960年代 - 1970年代：イベント時代と2回目の衰退
モーゼスは1960年5月に辞任した。モーゼスが辞任してから20年間で8人の委員がモーゼスの後任の職に就いたものの、モーゼスと同程度の権力を行使することはできなかった。市は経済的及び社会的な変化を遂げ、一部の住民は郊外に移住した。セントラル・パークの景観への関心は以前から衰退しており、当時は専らレクリエーション目的にのみ使用されていた。その10年間に公営住宅の開発、ゴルフコースの建設、回転万国博覧会 (Revolving World's Fair) などのいくつかの未実現の計画がセントラル・パークに提案された。
1960年代はセントラル・パークでの「イベント時代」の始まりであり、その時代の広範な文化的及び政治的傾向を反映していた。パブリック・シアターが毎年行っているシェイクスピア・イン・ザ・パーク・フェスティバルを公園内のデラコート・シアターで行うようになり、ニューヨーク・フィルハーモニックやメトロポリタン・オペラはシープ・メドウやグレート・ローンの舞台で夏の公演を行った。この他、1960年代後半には公園は集会や、"ラブ-イン" (love-ins) や"ビー-イン" (be-ins) などの文化イベントの会場となった。同じ頃、公園の北部に冬はアイススケートリンク、夏はスイミングプールとして機能するラスカー・リンクが開業した。
1970年代半ばまでに、管理上の怠慢により公園の状態は悪化していった。1973年の報告によると、公園は深刻な侵食と樹木の腐敗が進行しており、個々の構造物は破壊されていた。その後、コロンビア大学の教授からの提言に基づき、セントラル・パーク・コミュニティ基金が設立された。その後、基金は公園の管理の調査を委託し、市公園局と市民委員会双方の管理者の任命を提案した。1979年、市公園局のゴードン・デイビスはセントラル・パーク管理局を設立し、セントラル・パーク・タスクフォースの常務取締役であるエリザベス・バーロウ・ロジャースを局長に任命した。翌年、市民委員会は非営利団体であるセントラル・パーク管理委員会を設立した。

### 1970年代 - 2000年代：修復
セントラル・パーク管理委員会による公園の修復作業は、市公園局の既存のリソースでは満たすことができなかったニーズに対処することから始まった。管理委員会はインターンと修復スタッフを雇って独特の素朴な特徴を再構築して修復したほか、園芸プロジェクトを実施し、割れ窓理論に基づいて落書きを除去した。最初に改装された建物はデイリーで、1979年に公園内最初の観光案内所として営業を再開した。翌年に再開されたシープ・メドウは、最初に復元された自然であった。ベセスダ・テラスと噴水、USSメイン・ナショナル・モニュメント、ボウ橋も修復された。それまでに、管理委員会は設計作業と長期的な修復計画に従事し、1981年にデイビスとバーロウは期間10年、費用1億ドルのセントラル・パーク管理及び修復計画 (Central Park Management and Restoration Plan) を発表した。長期間閉鎖されていたベルヴェデーレ城は1983年に改装されて営業を再開し、同年にセントラル・パーク動物園は再建工事の為に閉鎖された。そしてメンテナンスの手間を省くため、無料コンサートなどの大規模な集会は中止となった。
1985年に計画が完成すると管理委員会は最初のキャンペーンを開始し、15年間の修復計画を策定した。次の数年間で、キャンペーンにより公園の南部にあるグランド・アーミー・プラザや86丁目横断道路沿いの警察署などのランドマークが修復された。一方、公園の北東の角にあるコンサバトリー・ガーデンは、リンデン・ミラーによって設計・修復された。後に合衆国大統領となる不動産開発業者のドナルド・トランプは、リノベーションの計画が繰り返し延期された後、1987年にウォルマン・リンクを修復した。翌年、動物園は3500万ドルの費用をかけ4年間行われた改修が終了し営業を再開した。
公園の北端での修復作業は1989年に始まった。1993年に発表された5100万ドルのキャンペーンにより、ブライドル・トレイル、遊歩道、ハーレム・メア、ノース・ウッズが修復され、ハーレム・メアにダナ・ディスカバリー・センターが建設された。これに続き、グレート・ローンとタートル池付近の55エーカー (22 ha) の土地が管理委員会によってオーバーホールされた。アッパー貯水池は1993年に市の給水システムの一部から分離され、翌年に元アメリカ合衆国ファーストレディのジャクリーン・ケネディ・オナシスにちなんでジャクリーン・ケネディ・オナシス貯水池へと改名された。1990年代半ばに管理委員会は追加のボランティアを雇い、公園全体を細かいゾーンに分けて管理を行うシステムを実装した。1998年初頭に管理委員会は市公園局と契約を結び、セントラル・パークの維持管理運営業務の多くを引き受けた。
21世紀の最初の10年間も改修は続けられ、2000年に池の修復プロジェクトが開始された。4年後、管理委員会は金網のフェンスをアッパー貯水池を囲んでいたかつての鋳鉄製フェンスのレプリカに置き換えた。ベセスダ・アーケードの天井タイルの修復は2007年に完了した。その後すぐにランブルとレイクの修復作業を開始し、作業は2012年に完了した。バン・クロック橋が復元され、レイクに流れ込むギルはかつての劇的な形に近い形に再構築された。最後に修復されたのは、2011年に修復されたイースト・メドウであった。

### 2010年代 - 現在
2014年、ニューヨーク市議会は公園内の道路の車両通行を禁止することの実行可能性に関する研究を提案した。翌年ビル・デブラシオ市長は、72丁目より北にある道路は東西方向を結ぶ横断道路を除き車両進入禁止としても交通の流れに悪影響を及ぼさないことを市のデータが示したため、車両進入禁止（自転車・馬車を除く）とすることを発表した。その後、2018年6月には72丁目よりの南の横断道路を除く全ての道路が車両進入禁止となった。
また、いくつかの建造物が改装された。ベルヴェデーレ城は大規模な改修のため2018年に閉鎖され、2019年6月に営業を再開した。2018年後半、デラコート・シアターは1億1,000万ドルの費用をかけ再建するために、2020年から2022年まで閉鎖されることが発表された。管理委員会は更に、1億5000万ドルでの改修のため、2021年から2024年までラスカー・リンクが閉鎖されると発表した。

## 地理的特徴

### 地質

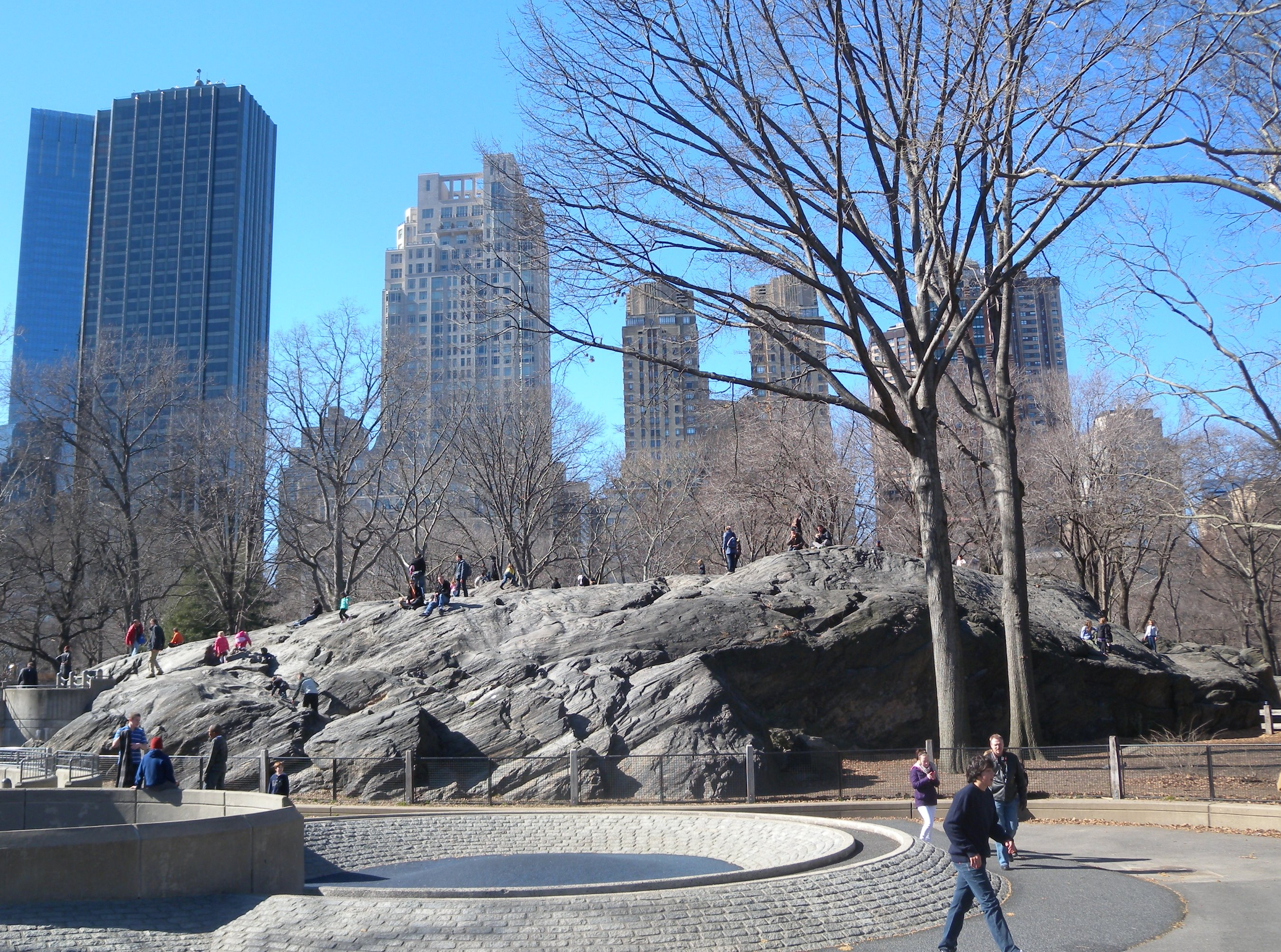
ラット・ロックの東側

マンハッタンの岩盤にはマンハッタン片岩、ハートランド片岩、フォーダム片麻岩、インウッド大理石の4種類の岩があるが、セントラル・パーク内にあるのは前者2つのみで、公園内の露頭で多く見ることが出来る。マンハッタン片岩とハートランド片岩は、約4億5000万年前の古生代にイアペトゥス海でタコニック造山運動によって形成され、構造プレートが融合してパンゲア大陸を形成した。セントラル・パークを東西に横断するキャメロンズ・ライン断層は、ハートランド片岩を南に、マンハッタン片岩を北に分割している。
過去には様々な氷河がセントラル・パークの地域を覆っていたが、最新のものは約12,000年前のウィスコンシン氷期による氷河である。かつてこの地を氷河が覆っていた証拠は、氷河の融解により地表へ落ちた迷子岩や、露頭にみられる氷河擦痕として公園全体に残されている。ボルダー・トレイン (Boulder Trains) と呼ばれる迷子石の列はセントラル・パーク全体に存在している。露頭の中で最も注目に値するのは、公園の南西の角にある円形の露頭のラット・ロック（アンパイア・ロックとも呼ばれる）である。幅55フィート (17 m)、高さ15フィート (4.6 m) で東、西、北の地層がそれぞれ異なっており、ボルダリングを楽しむ人々が時々訪れている。公園の南西の角の近くには、黄色い粘土質の釜状陥没地が1つある。
セントラル・パークの地下の地質は、その下にいくつかの地下鉄路線が建設されたことと、ニューヨーク市第3水路トンネルが地下約700フィート (210 m) 地点にあることによって変化した。発掘調査ではペグマタイト、長石、石英、黒雲母、その他いくつかの金属が発見された。

### 森林地帯と芝生地帯

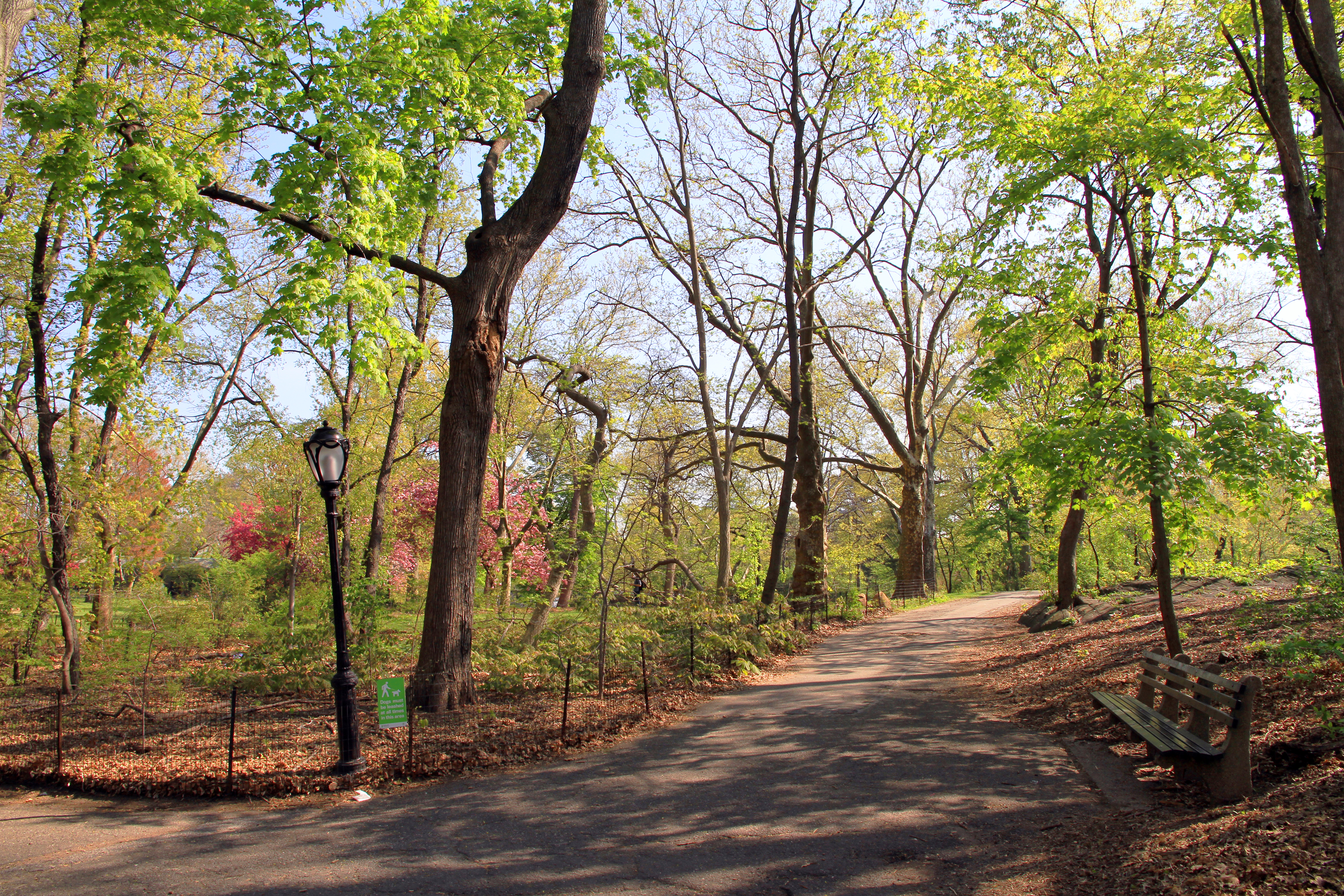
ランブルの風景

セントラル・パークの建設計画の基本理念として、都市の中における田園景観の再現があり、建造物と自然景観が調和するよう計画立てて森、湖、芝生地、外周林などが配置された。セントラル・パークにて実施された公園計画は「田園型」と呼ばれ、近代アメリカの公園建設計画のプロトタイプとなった。
森林地帯としてはノース・ウッズ、ランブル、ハレット自然保護区の3つがある。最大の森林地帯であるノース・ウッズは、セントラル・パークの北西の角にある。森林はノース・メドウに隣接する90エーカー (36 ha) の土地からなっている。ノース・ウッズという名前は、公園の北端にある他の地区にも用いられることがあり、これらの隣接する土地も含めると面積は200エーカー (81 ha) となる。ノース・ウッズには、北西斜面に落葉樹が生えている55-エーカー (22 ha) の峡谷と、ノース・ウッズを斜めに流れる小川がある。
ランブルは79丁目横断道路の南側に広がっている。面積は36 - 38エーカー (15 - 15 ha) で、曲がりくねった道路が通過している。この地域には多種多様な植物が生育しており、多くの鳥が集まっている。ランブルでは、何年にも渡って少なくとも250種の鳥が発見されている。歴史的に、ランブルは外界から隔離されていたために同性愛者の出会いの場所として知られていた。
ハレット自然保護区はセントラル・パークの南東の角にあり、その面積は4エーカー (1.6 ha) である。もともとはプロモントリーとして知られていたが、1986年に市民活動家でバードウォッチャーのジョージ・ハーベイ・ハレット・ジュニアにちなんで改名された。ハレット自然保護区は1934年から2016年5月まで一般公開されておらず、公開当時は入場には制限がかけられていた。
セントラル・パーク管理委員会は公園内の芝生地帯を、使用状況やメンテナンス量などを基にAからDの4種類に分類している。優先度の高いA芝生は合計面積 65エーカー (26 ha) でシープ・メドウ、グレート・ローン、ノース・メドウ、イースト・メドウ、コンサバトリー・ガーデン、ヘクシャー・ボールフィールド、ローン・ボウリング&クロケット・グリーンの7箇所が該当し、これらの芝生地帯は恒久的にフェンスにより囲われており、オフシーズンには閉鎖され入場できなくなる。B芝生は面積37エーカー (15 ha) で16箇所が該当し、オフシーズンにのみフェンスで囲われ、面積69エーカー (28 ha) のC芝生は稀にフェンスで囲われる。最も重要度の低いD芝生は面積162エーカー (66 ha) で、フェンスや入場制限はほとんどなく一年中立ち入ることが可能である。

### 水路
セントラル・パークには多くの水域がある。最北端の湖であるハーレム・メアは公園の北東の角近くにあり、面積は約11エーカー (4.5 ha) である。オーク、ヒノキ、ブナの木々が生い茂る区画に位置し、その名はマンハッタン最初の郊外都市の1つであるハーレムにちなんで名付けられており、公園の南部が完成した後に作られた。湖ではキャッチ・アンド・リリースで釣りを楽しむことが出来る。湖にはノース・ウッズ内にある市の飲料水給水システムから水の送られている池であるプールと、ノース・ウッズ内を曲がりくねりながら通過し3つの小さな滝のあるロッホから水が流れ込んでいる。これらは全て元々モンテニーズ川と呼ばれる単一の水路から作られたもので、かつては天然水が流れ込んでいたが後に市の飲料水給水システムからの給水に切り替えられた。ラスカー・リンクは、ハーレム・メアに流れ込むロッホの河口付近にある。
ハーレム・メアとプールの南にはセントラル・パークで最大の湖であるジャクリーン・ケネディ・オナシス貯水池があり、1994年以前はセントラル・パーク貯水池として知られていた。貯水池は1858年から1862年の間に建設され、86丁目と96丁目の間の106エーカー (43 ha) の土地を占めている。深さは場所によっては40フィート (12 m) 以上に達し、貯水量は約1,000,000,000米ガロン (3.8×109 L) である。オナシス貯水池はクロトン導水路の配水池の北に新しく造園された貯水池であり、東岸が一直線であるためにイースト・ドライブはほぼ真っ直ぐに敷設され、東岸と5番街の間の土地は非常に狭くなっている。1993年に導水路の貯水池としての機能は廃止され、翌年にジャクリーン・ケネディ・オナシス貯水池へと名前が変更された。
人工の池であるタートル池はグレート・ローンの南にある。池は元々クロトン配水池の一部であった。配水池は1930年から排水され、世界恐慌の最中に貯水が中断した時、乾燥した池の中は一時的にホームレスの野営地として使用されていた。グレート・ローンは1937年に貯水池に隣接した敷地に完成した。1987年までは、南西の角にある城にちなんでベルヴェデーレ湖として知られていた。
レイクは79丁目横断道路南の18エーカー (7.3 ha) の土地を占めている。レイクは元々アメリカ自然史博物館の近くを流れていたソウ川 (マンハッタン)の一部である。夏はボート、冬はアイススケートが行える施設として建設され、1858年12月にスケーターに開放し、公園で最初に完成した区画の1つであった。例行くの東岸にあるローブ・ボートハウスは、手漕ぎボート、カヤック、ゴンドラを貸し出しており、レストランも併設している。レイクの中央にはボウ橋が架かっており、北でレイクに接続するバンク・ロック湾にはバンク・ロック橋又はオーク橋と呼ばれる橋が架かっている。レイクの西端にある2つの橋の下にあったレディース池は、1930年代に埋め立てられた。
レイクの真東にはコンサバトリー・ウォーターがあり、未建設の庭園がある。コンサバトリー・ウォーターの海岸にはカーブス・メモリアル・ボートハウスがあり、訪問者はモデルボートを借りて航行することができる。
公園の南東の角には面積3.5エーカー (1.4 ha) のポンドがある。ポンドはかつてタートル・ベイ付近でイースト川へ流れ込んでいたデボアーズ・ミル川の一部を改造して作られた。ポンドの西部は1950年にウォルマン・リンクに改装された。

## 自然
セントラル・パークは生物多様性を持っている。ウィリアム・E・マコーリー名誉大学による2013年の公園での種の調査では、以前は生息していることが知られていなかった173種を含む計571種が発見された。

### 植物
2011年に行われた調査によると、セントラル・パークにある樹木の本数は20,000本以上で、1993年に公園で記録された樹木の数の26,000本より減少している。その大部分はニューヨーク市の在来種であるが、いくつかの外来種のクラスターも存在している。いくつかの例外を除いて、セントラル・パークの木はほとんどが手作業で植えられたかものである。約1,500種400万本以上の樹木、低木、植物が公園に植樹された。セントラル・パークの開園当初には、2つの育苗園が公園内にあった。1つはアーセナル近くにあった、既に取り壊され現存しない育苗園で、もう1つは現存しているコンサバトリー・ガーデンである。セントラル・パーク管理委員会は公園内の植物の維持業務も行っており、より効率的に作業を行うために公園内を49のゾーンに分割し、各ゾーン毎にゾーン庭園師を配置して維持を行っている。
セントラル・パークには、ニューヨーク市公園局によって特別に認定されている10本の「素晴らしい木」(Great Tree) のクラスターがある。これには4本の個別のアメリカニレと1つのアメリカニレの木立、アーサー・ロス松園の600本のマツ、ランブルのヌマミズキ、オナシス貯水池の東側に植えられた35本のソメイヨシノ、96丁目にある公園でもっとも古いモミジバスズカケノキ、ヘクシャー・プレイグラウンドのイヌゴシュユが含まれる。セントラル・パークにあるアメリカニレのクラスターは、アメリカ合衆国北東部に現存する中で最大のクラスターであり、原産地全体で木を荒廃させたニレ立枯病から隔離することによって保護されている。公園内にはいくつかの「ツリー・ウォーク」が走っている。

### 動物

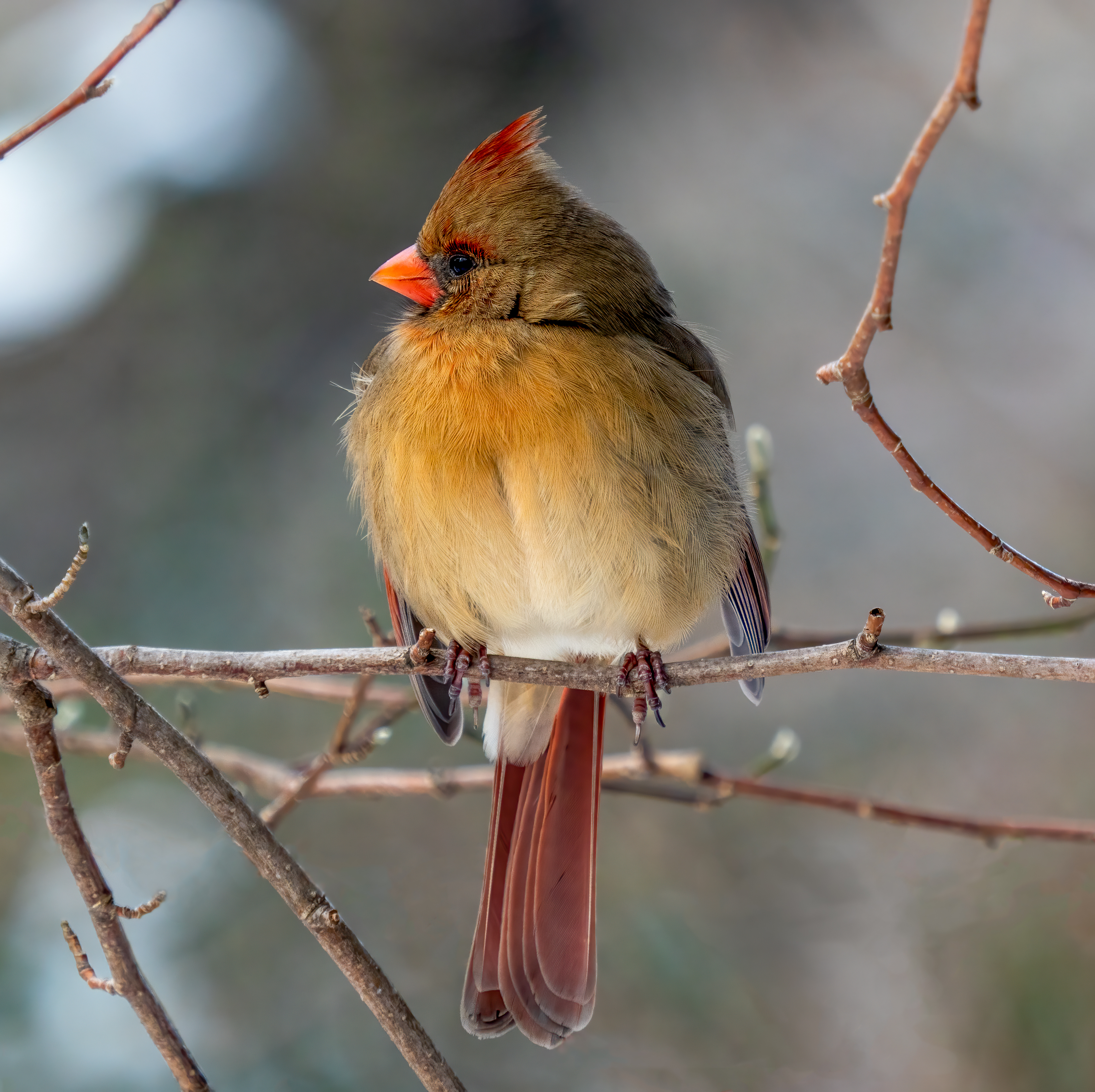
ショウジョウコウカンチョウはセントラル・パークで観察できる鳥の種のひとつ

セントラル・パークは渡り鳥の移動ルート上に位置しているため、春や秋には多くの渡り鳥を見ることが出来る。セントラル・パークで観察された鳥の公式のリストは、1886年にオーガスタス・G・ペイン・ジュニアとルイス・B・ウッドラフによって作成されフォレスト・アンド・ストリーム紙に掲載されたもので、235種の鳥が記録されている。記録の最初の公式リストが公開されて以来、303種の鳥が公園で見られたことが記録され、約200種が毎シーズン発見されている。有名な鳥の中には、1991年にセントラル・パークを見下ろすアパートの建物にとまり木を作った、ペイル・メイルと呼ばれるオスのアカオノスリがいる。"マンダリン・ダック"の愛称で呼ばれたオスのオシドリは、本来の生息域である東アジアから遠く離れたセントラル・パークで生息していることと、そのカラフルな外観から2018年後半から2019年初頭にかけて国際的なメディアの注目を集めた。また、アマチュア鳥類学者のユージン・シーフェリンは、1890年から1891年にセントラル・パークにおいて100羽の輸入されたホシムクドリを放ち、北アメリカ全体に侵入種として広まるきっかけを作った。
セントラル・パークには2013年の時点で約10種の哺乳類がいる。夜行性のコウモリは、暗い隙間で発見された。また、園内にアライグマが生息しているため、公園局は狂犬病に関する勧告を発表している。この他、トウブハイイロリスやトウブシマリス、キタオポッサムが生息している。
セントラル・パークには223種の無脊椎動物が生息している。2002年にセントラル・パークで発見されたムカデ種のNannarrup hoffmaniは、体長が約0.4インチ (10 mm) で世界最小のムカデの1つに数えられている。園内に多く生息しているツヤハダゴマダラカミキリは、セントラル・パークを含むロングアイランドとマンハッタンの樹木に生息している侵入種である。
また、カメ、魚、カエルなども生息している。カメはミシシッピアカミミガメ、カミツキガメ、ニシキガメ、ニオイガメ、アメリカハコガメの5種が生息している。ほとんどのカメはタートル池に生息しており、その多くは元々飼われていたが公園に放された個体である。魚はより広い水域に散布しており、その中にはライギョなどの侵入種も含まれている。キャッチ・アンド・リリースでの釣りは、"レイク"、"ポンド"、ハーレム・メアで許可されている。カエルはウシガエルとブロンズガエルの2種が生息している。19世紀後半には公園内にヘビが生息していたが、セントラル・パークの野生生物について記録していたマリー・ウィンは2008年のインタビューで、1982年以降の爬虫類の記録では、外来種であるガータースネークが1匹だけ確認されているのみであり、もはやパーク内にヘビは生息していないかもしれないと指摘している。

## ランドマークと構造

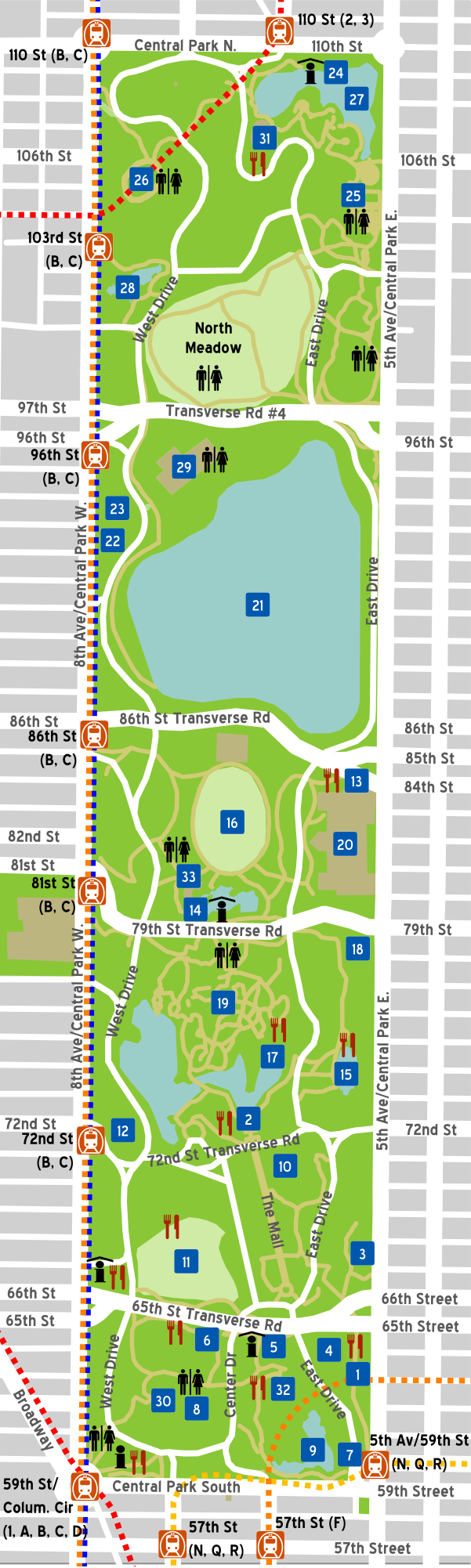
1:アーセナル,2:ベセスダ・テラス,3:ビリー・ジョンソン広場,4:セントラル・パーク動物園,5:デイリー,6:回転木馬,7:グランド・アーミー・プラザ,8:ヘックシャー広場,9:ポンド,10:ラムゼイ広場,11:シープ・メドウ,12:ストロベリー・フィールズ,13:エンシェント広場,14:ベルヴェデーレ城,15:コンサバトリー・ウォーター,16:グレート・ローン,17:ローブ・ボートハウス,18:パット・ホフマン・フリードマン広場,19:ランブル,20:メトロポリタン美術館,21:ジャクリーン・ケネディ・オナシス貯水池,22:サファリ広場,23:ワイルド・ウェスト広場,24:ダナ・ディスカバリーセンター,25:コンサバトリー・ガーデン,26:グレート・ヒル,27:ハーレム・メア,28:プール,29:テニスコート,30:ヘックシャー球場,31:ラスカー・リンク,32:ウールマン・リンク,33:デラコート・シアター

### 広場と門
セントラル・パークは長さ29,025フィート (8,847 m)、高さ3フィート10インチ (117 cm) の石壁に囲まれている。開園当初は名前のない門が18箇所あった。1862年4月、セントラル・パーク委員会は門に鉱夫、学者、芸術家、狩人など「この都市が大都市としての性格を有するにあたって恩のある職業」(The vocations to which this city owes its metropolitan character) の名前を付ける提案を採択した。現在、公園には20の名前の付いた門があり、そのうち3つは公園の四隅にある広場のうち北西を除く3つの広場からアクセスできる。
コロンバス・サークルは公園南西隅の8番街 (セントラル・パーク・ウェスト)、ブロードウェイ、59丁目（セントラル・パーク・サウス）の交差点にある円形の広場である。広場は1860年代に建設され、公園へ繋がる"商人"の門がある。広場で最も目を惹くのは広場の名前の由来ともなっている1892年に建設されたコロンブス像である。コロンブスに対しては先住民に壊滅的な打撃を与えた憎悪の象徴であると考える人々もおり、2017年には市議会議長のメリッサ・マーク・ヴィヴェリトがこの像の撤去を提案したため、人々の間で論争が引き起こされた。また、商人の門を入ってすぐの場所にはUSSメイン・ナショナル・モニュメントがある。
長方形のグランド・アーミー・プラザは公園南東隅の5番街と59丁目の交差点に位置し、"学者"の門がある。広場は59丁目の南北の2ブロックに分けられており、南側には1916年に広場と共に完成したピューリッツァー噴水が、北側には1903年に作られたウィリアム・テカムセ・シャーマンがある。
デューク・エリントン・サークルは公園北東隅の110丁目（セントラル・パーク・ノース）と5番街の交差点に位置する円形広場である。広場にはその名の由来ともなっている、1997年に完成したデューク・エリントン記念碑があり、公園への門は開拓者の名が付けられている。
フレデリック・ダグラスは北西隅の8番街と110丁目の交差点に位置する円形広場で、1950年にフレデリック・ダグラスにちなんで名前が付けられた。広場の中心には2011年に完成したフレデリック・ダグラス記念碑がある。この広場には名前の付いた門はない。

### 構造

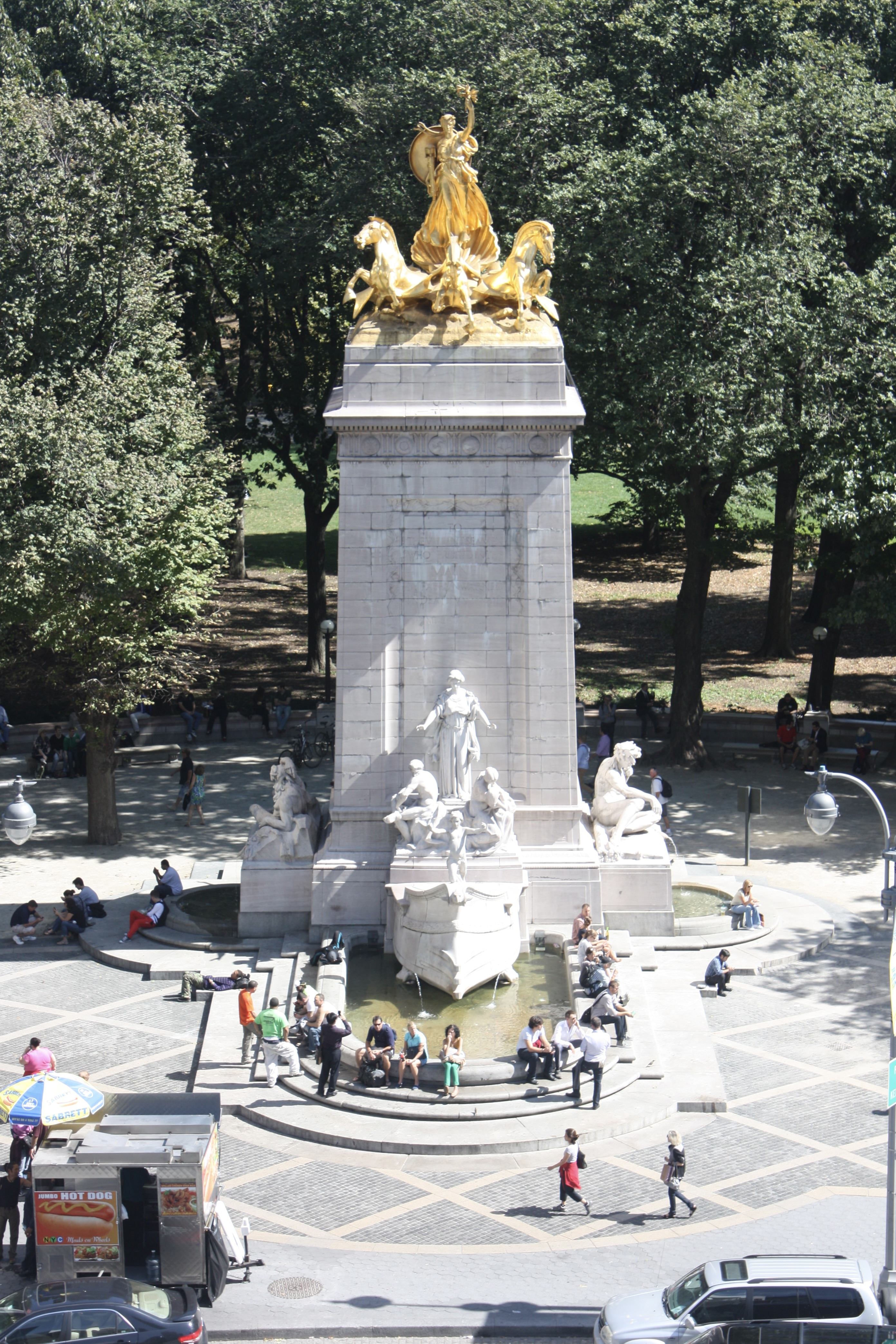
USSメイン・ナショナル・モニュメント

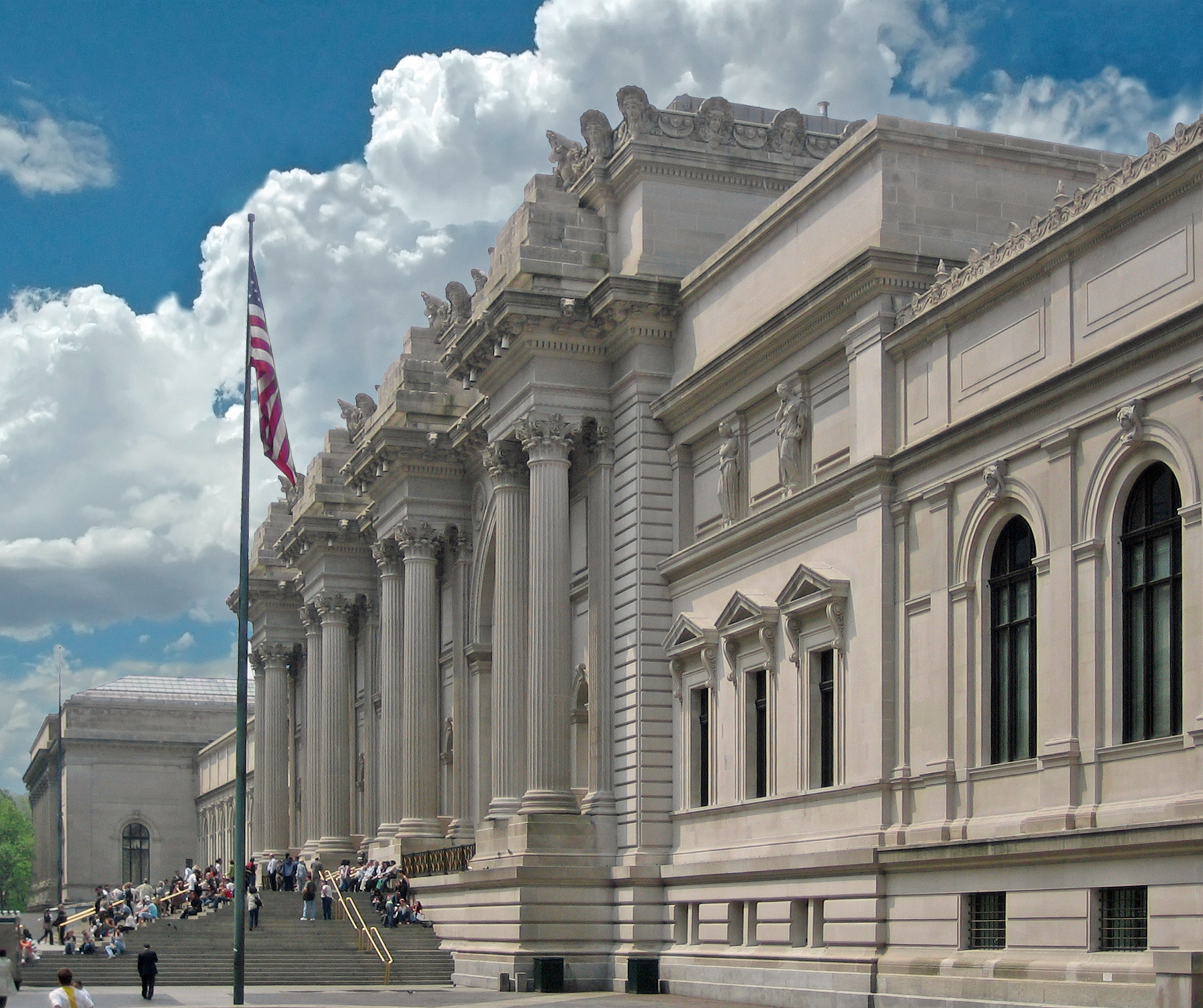
メトロポリタン美術館

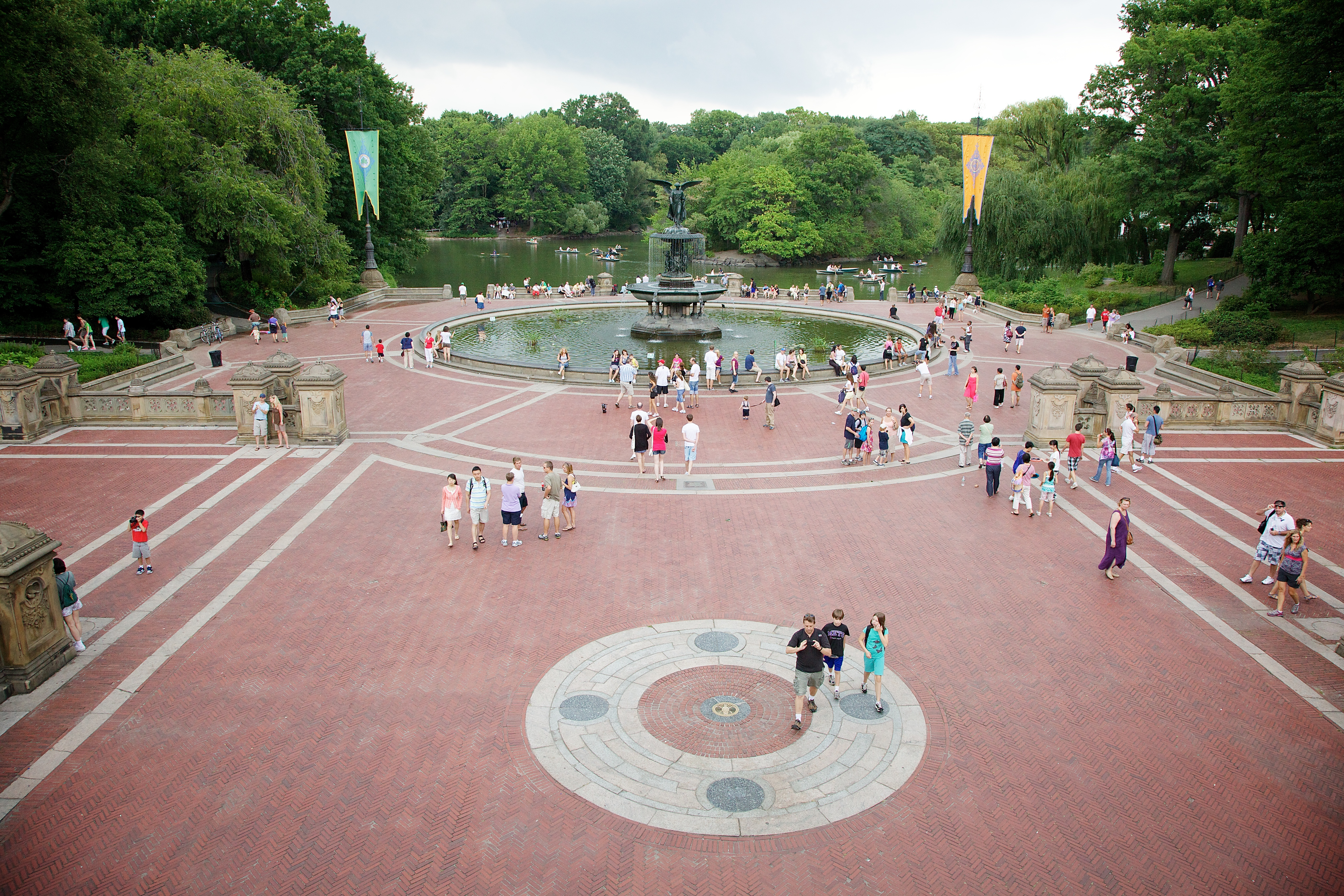
ベセスダ・テラスと噴水

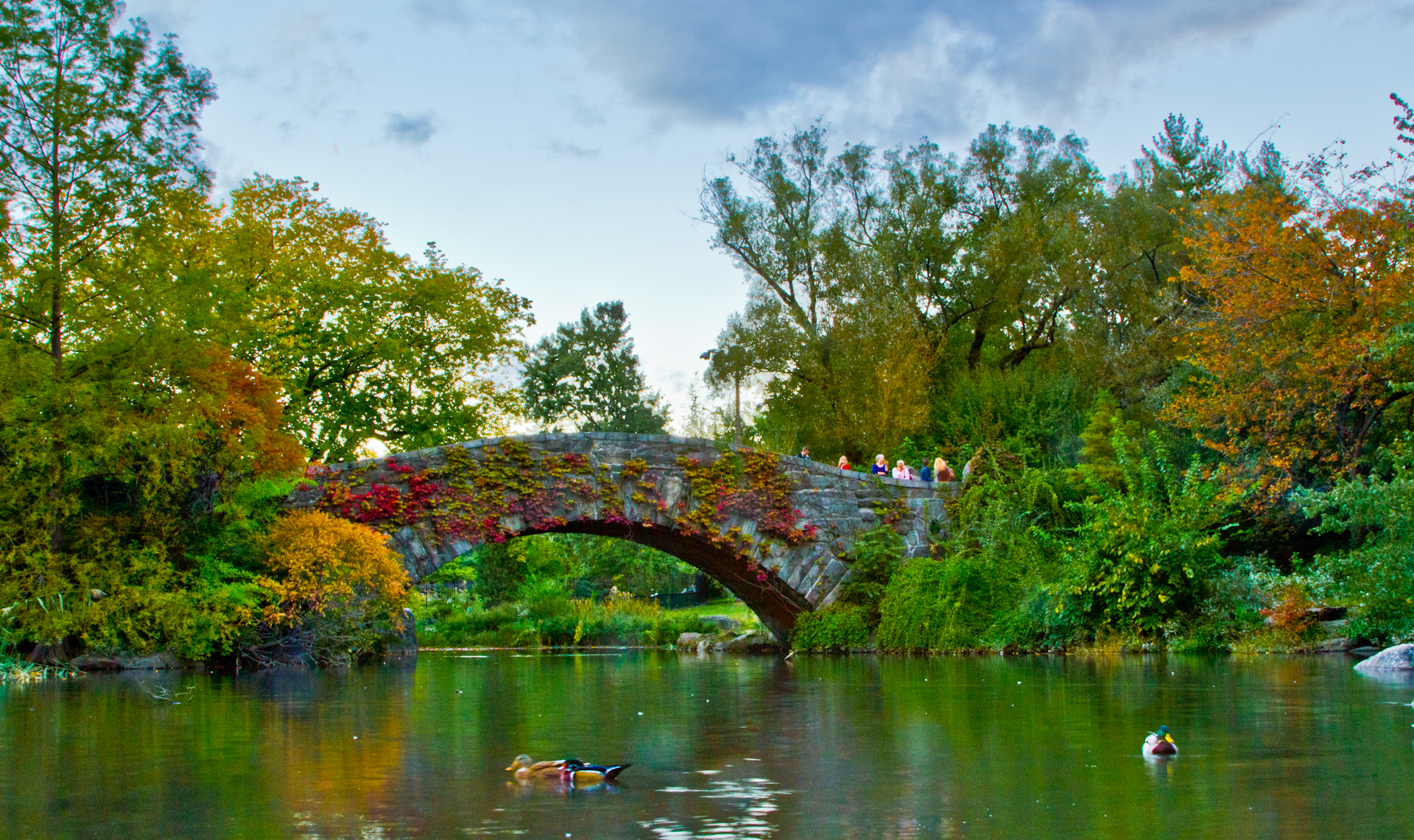
秋のギャップストウ橋

公園は最北端の110丁目から南へ向かって97丁目横断道路、86丁目横断道路、79丁目横断道路、テラス・ドライブ (車両進入禁止)、65丁目横断道路、最南端の59丁目と東西方向に横断する道路がある。以下では北からそれぞれの道路間に分けて構造を解説する。
- 110丁目 - 97丁目横断道路間
  - 公園北東部には人造湖のハーレム・メア（英語版）があり、その北岸には1993年に建設されたダナ・ディスカバリー・センター（英語版）が建っている[6][273][294]。北西部には米英戦争中に建設されたクリントン砦（英語版）の一部であり、公園内で現存する最古の建造物である第1ブロックハウス（英語版）がある[273][368][294]。ブロックハウスの近くにはかつてフィッシュ砦（英語版）とナッターズ砲台（英語版）のあったマクゴーワン峠（英語版）が位置している[369]。季節によりスケートリンクとプールの用途に使い分けられるラスカー・リンク（英語版）はハーレム・メアの南西部に位置するが[370]、既存の施設を解体して東に隣接する土地に新たに通年施設を建設する計画が進んでいる[371]。平面幾何学式庭園であるコンサバトリー・ガーデン（英語版）は5番街沿いに位置しており、5番街と105丁目の交差点にあるヴァンダービルト門から入場することが出来る[6][372]。南側の97丁目横断道路沿いにはノース・メドウ・レクリエーションセンターと芝生地であるイースト・メドウ、ノース・メドウ（英語版）がある[6][373]。また、公園内で最も広い森林地帯であるノース・ウッズ（英語版）はこの区画北部の90エーカー (36 ha) の土地を占めている[6][275]。公園の北部は南側よりも後に建設が行われたため、未開発で名前のない区画も多く存在している[374]。これは南側の美しい牧歌的な区画とは対照的な自然な区画とすることを意図しているものである[88]。

- 97丁目横断道路 - 86丁目横断道路間
  - この区画はそのほとんどがジャクリーン・ケネディ・オナシス貯水池によって占められており[6]、貯水池の北西にはテニスコートがある[6]。

- 86丁目横断道路 - 79丁目横断道路間
  - この区画の中央には大規模なレクリエーションフィールドであるグレート・ローン（英語版）が位置しており、北は警察署、東はメトロポリタン美術館、南は多くの亀が生息するタートル池（英語版）、西はサミット・ロックに囲まれている[6]。グレート・ローン内には8つの野球場、4つのバスケットボールコート、1つのサッカーグランドが設置されている[375]。サミット・ロックはセントラル・パークの最高点である137.5フィート (41.9 m) を記録しており[376][377]、北にはかつてセネカ・ビレッジ（英語版）の村のあった跡地に作られたマリナーズ・ゲート・プレイグラウンドが、南にはダイアナ・ロス・プレイグラウンド（英語版）が隣接している[6]。タートル池の湖畔には気象観測所や展望デッキなどを兼ね備えたフォリーであるベルヴェデーレ城（英語版）や、1,800名収容可能な野外劇場であるデラコート・シアター（英語版）、1913年に作られたシェイクスピア・ガーデン、人形劇が観劇できるスウェーデンの校舎をイメージしたマリオネット・シアター（英語版）がある[6]。

- 79丁目横断道路 - テラス・ドライブ間
  - 区画中央北部にはセントラル・パークの主要な森林地帯のひとつであるランブル（英語版）、その南に隣接してL字型のレイク（英語版）（湖）がある[6]。レイクの南岸には円形の広場に囲まれたチェリー・ヒル噴水（英語版）が、レイクから遊歩道を挟んで東側にはエンピツビャクシンが多数植樹された丘であるシーダー・ヒル（英語版）と池（コンサバトリー・ウォーター（英語版））がある[6][273]。また、レイクの南岸に直接面しているベセスダ・テラス（英語版）は2階建てのホールで、下階には精巧な噴水がある[378][379][380]。テラスからはグリーンスワード計画で唯一正式に遊歩道としての整備が決定されていた、テラス・ドライブと65丁目横断道路の間を南北に貫くセントラル・パーク遊歩道（英語版）に繋がっている[6][378]。レイクの南西岸には付近で殺害された、ジョン・レノンの記念碑であるストロベリー・フィールズがある[6][381]。

- テラス・ドライブ - 65丁目横断道路間
  - テラス・ドライブより南側の区画には建設の初期段階で建てられた、ビクトリア・ゴシック様式で設計された多くの建造物が建っている[378]。区画の中央東側をセントラル・パーク遊歩道が南北に貫き、西側には元々パレード場として使用することを目的として整備された芝生地帯のシープ・メドウ（英語版）がある[382]。また、その更に西側にはレストランのタバーン・オン・ザ・グリーン（英語版）が位置している[6]。

- 65丁目横断道路 - 59丁目間
  - セントラル・パークの南は「子供地区」とも呼ばれており[383]、中央西寄りにもっとも古くから設置され、園内最大の多目的広場であるヘクシャー・プレイグラウンド（英語版）と、木彫りのメリーゴーラウンドのセントラル・パーク・カルーセル（英語版）、休憩所としてボールプレーヤーズ・ハウス（英語版）、チェス・アンド・チェッカーズ・ハウスなどがある[6][383]。東の5番街沿いにはセントラル・パーク動物園や子供動物園、アーセナル（英語版）がある[6][273]。マーティン・E・トンプソン（英語版）によって1851年に設計されたアーセナルは、1934年以来ニューヨーク市公園レクリエーション局の本部となっている[384][385]。南東部には逆L字型のポンド（英語版）（池）とハレット自然保護区（英語版）が、ポンドの北岸には冬場にスケートリンクとして利用されるウォルマン・リンク（英語版）と、ビクトリアン・ガーデン（英語版）という名の遊園地がある[6][273]。

セントラル・パークには21の子供の遊び場があり、中でも面積が最大のものは3エーカー (12,000 m2) のヘクシャー・プレイグラウンドである。また、それぞれ異なるデザインの36の橋が架かっている。橋の多くはゴシック・リヴァイヴァル又はロマネスク・リヴァイヴァル様式で設計されており、建材は木や石、鋳鉄となっている。"素朴な" (Rustic) 避難所やその他の建造物は元々公園全体に建っていたが、そのほとんどは取り壊されており、うちいくつかは復元が行われた。公園には3つの様式の約9,500基のベンチがあり、そのほぼ半分はセントラル・パークの"Adopt-a-Bench"プログラムの一環として設置されたものである。このベンチには小さな彫刻が施されたタブレットが設置されており、1つあたり少なくとも10,000ドルを支払うことでこの彫刻に短いメッセージを入れることが出来る。ただし、"手作りの素朴なベンチ" (Handmade rustic benches) は、大規模な公園のプロジェクトを支援した場合にのみメッセージを刻み込むことが可能となっており、50万ドル以上の費用がかかる可能性がある。

### アート・モニュメント

#### 彫刻

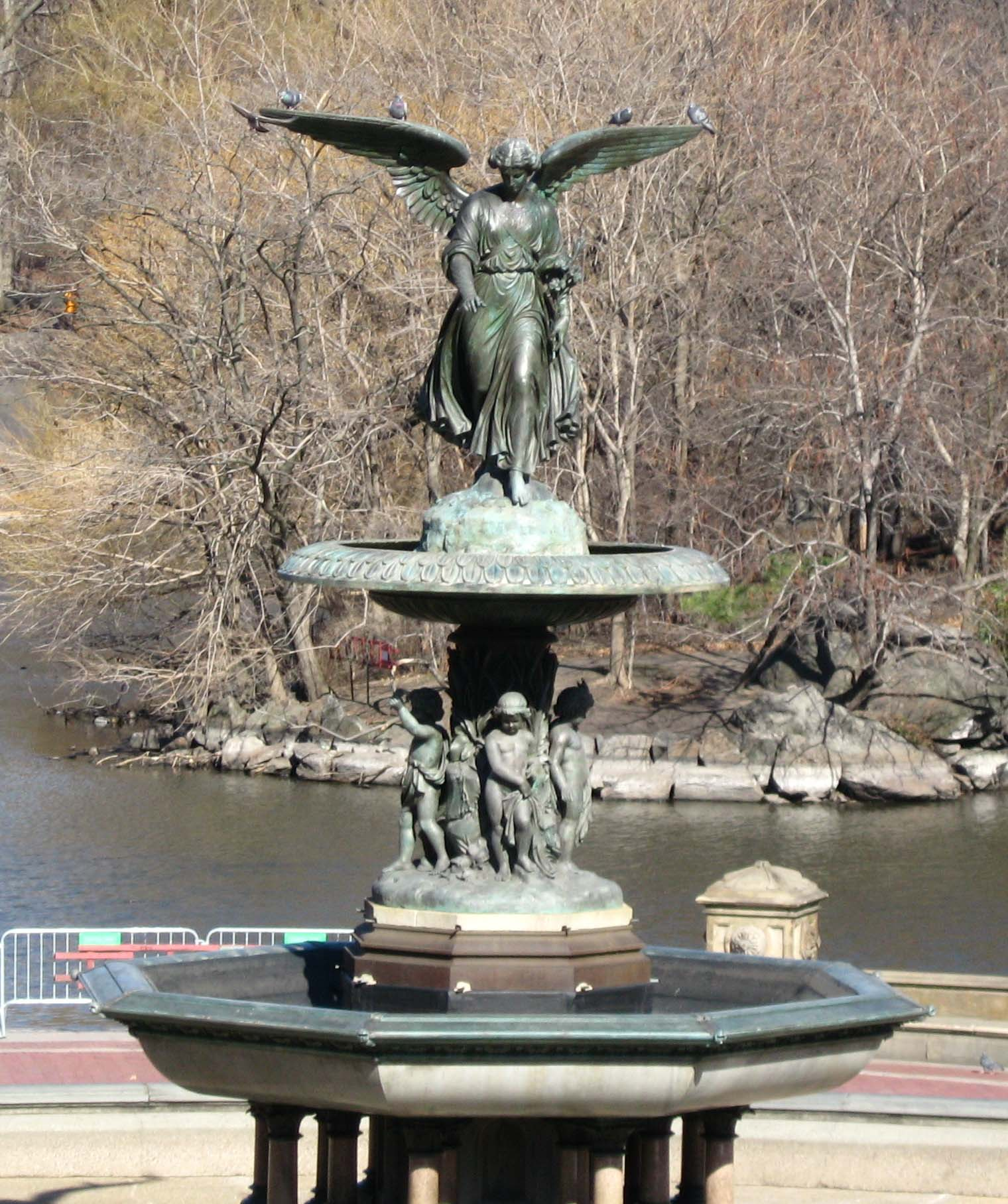
ベセスダ噴水のAngel of the Waters (1873年)

セントラル・パークには29個の彫刻が設置されている。ほとんどの彫刻はグリーンスワード計画では設置される予定がなかったもので、19世紀後半に芸術への評価が高まった際に裕福な寄付者の支持を得るために設置されたものである。ヴォークスとモールトは1862年にテラスに26体の彫像を設置することを提案したが、費用が嵩みすぎるため結局立ち消えとなった。19世紀後半には更に多くの彫刻が設置され、1890年代までに公園には24個の彫刻があった。
セントラル・パーク遊歩道に隣接するリテラリー・ウォークには、作家や詩人の胸像がいくつかある。動物園とコンサバトリー・ウォーターの周辺にあるは童話の登場人物の彫像群がある。3番目の彫刻群は主に動物や狩人などの像である。
いくつかの彫刻は、その立地と形状から有名となっている。不思議の国のアリスの彫刻Alice in Wonderland Margaret Delacorte Memorial (1959年) はコンサバトリー・ウォーターにある。エマ・ステビンスの設計したベセスダ噴水のAngel of the Waters (1873年) はグリーンスワード計画で設置が計画されていた唯一の彫刻で、ニューヨークで初めて公共事業に関連する仕事を任されたアメリカ人女性芸術家となった。Balto (1925年) は1925年にアラスカ州ノームへの血清輸送において犬ぞりのリーダーを務めたバルトの像で、イースト・ドライブと東66丁目の交差点付近に位置している。タートル池の東岸には1945年に設置されたブロンズ像King Jagiello Monument (1939年) がある。女性の権利運動活動家のソジャーナ・トゥルース、スーザン・B・アンソニー、エリザベス・キャディ・スタントンの3人の記念碑であるWomen's Rights Pioneers Monument (2020年) は、ニューヨーク市内初の歴史上の女性を描いた彫像となっている。

#### 建造物

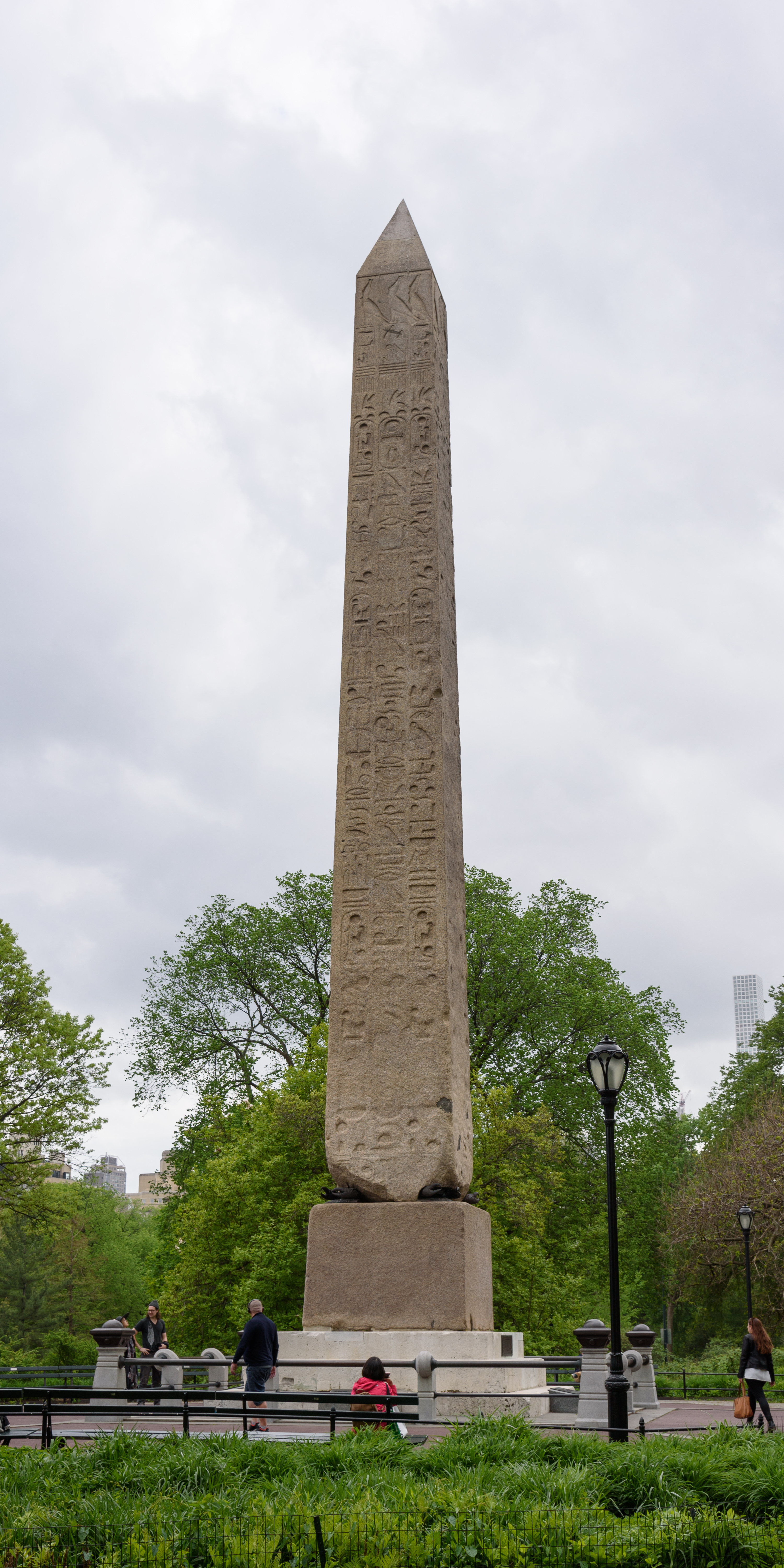
公園で最も古い人口建造物であるクレオパトラの針

メトロポリタン美術館の西にある赤い花崗岩のオベリスクであるクレオパトラの針は、セントラル・パークで最も古い人工建造物である。紀元前1450年頃にファラオのトトメス3世によって作られたもので、1869年のスエズ運河開通を記念し、エジプト政府よりアメリカに寄贈され、1881年1月にセントラル・パーク内に設置された。設置場所に当たってはグランド・アーミー・プラザやコロンバスサークルなども検討されたが、周囲の高層ビルの影が入り込まないとの理由から、現在のメトロポリタン美術館の西側の地が選定された。
セントラル・パーク・ウェストと72丁目の交差点付近にあるストロベリー・フィールズ記念碑は、近くのダコタ・アパートの外で殺害されたジョン・レノンを追悼する記念碑である。市は1981年4月にレノンに敬意を表してストロベリー・フィールズを捧げ、レノンの45歳の誕生日である1985年10月9日に再び捧げられた。世界中の国々が木を寄贈し、イタリアは記念碑の中央にある"イマジン" (Imagine) モザイクを寄贈した。それ以来、他の著名人のための即興の記念集会の場となっている。
2005年の16日間、セントラル・パークは1979年から計画されていたクリストとジャンヌ＝クロードの現代アート展示会、"ザ・ゲーツ" (The Gates) の舞台となった。このプロジェクトには様々な反応があったが、最終的には100万人を超える人々が集まった。

### レストラン
セントラル・パークには2つの屋内レストランがある。セントラル・パーク・ウェストと西67丁目の交差点付近にあるタバーン・オン・ザ・グリーンは1870年に羊小屋として建設され、1934年にレストランに改装された。タバーン・オン・ザ・グリーンは1974年に改装及び拡張工事が行われ、2009年に改装工事の為に再度閉鎖され、5年後に営業を再開した。もう1つのレストランであるローブ・ボートハウス・レストランはレイクのローブ・ボートハウスに併設されている。ボートハウスは1954年に建設されたが、そのレストランは1983年にオープンした。

## アクティビティ

### ツアー
セントラル・パークでは競技設計で義務付けられた4本の横断道路の他、車道、乗馬道、歩道という目的に応じて道路が設置されており（後述）、立体交差を導入することでそれぞれの道路を分断し、お互いに目的を阻害しないよう配慮されて設計されている。こうした設計により園内の車道では歩行者の往来に阻害されることなく通行が可能となっていたが、馬車を購入する余裕のある家庭は市内全体の僅か5%しかなかったこともあり、個人所有の馬車による通行ではなく、園内の車道を周遊する乗り入れ馬車が開園初期の主要なアトラクションの1つとなった。その後、自動車の普及と第一次世界大戦によって馬車産業は消滅したが、馬車の伝統は1935年に復活し、ニューヨークの象徴的な交通機関となった。

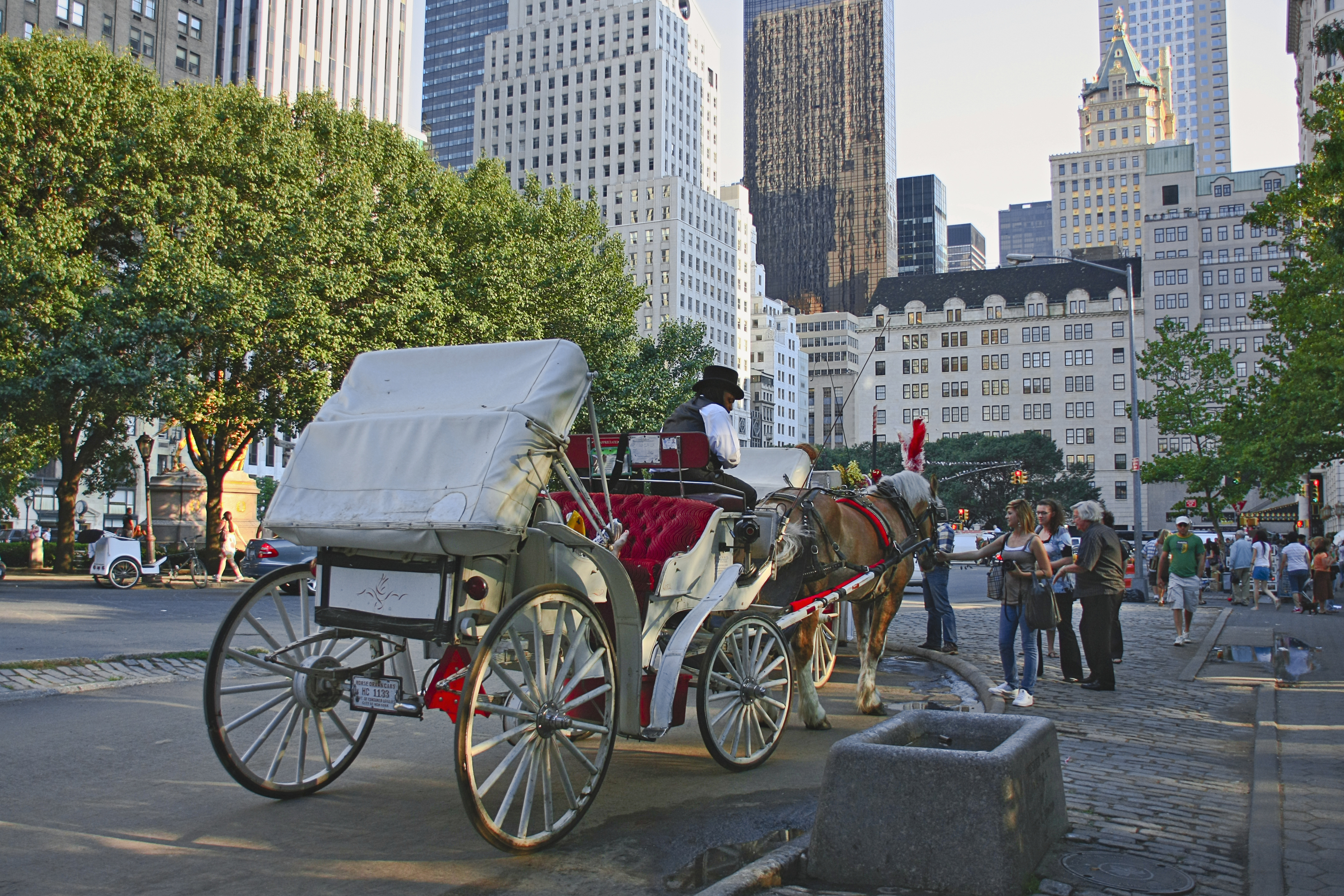
馬車

その一方で一部の活動家、有名人、政治家は、馬車産業の倫理に疑問を呈し、廃業を求めている。馬が倒れたり死んだという報告を受け、2000年代と2010年代に馬が関係する事故の歴史が精査された。産業の支持者は、ツアーを廃止するのではなく改革する必要があると語っている。それにはレトロデザインの電気自動車(electric vintage cars)への転換など、いくつかの代替案が提案されている。ビル・デブラシオは2013年の市長選挙で、当選した場合は馬車ツアーを廃止することを公約に掲げた。デブラシオは市長選で当選したが、2018年8月の時点では馬車の乗車場所の移転のみで廃止は行われていない。
デブラシオ市長は馬車との競合を回避するためにペディキャブの運行を85丁目より南に制限することを提案しているが、自転車で客車を牽くペディキャブは馬車と同様に、主に公園の南部で運行している。しかし、ペディキャブは料金に関する規制が無く、数百ドルの法外な運賃を請求してくるなどの報告が多数挙げられており、料金に関する法規制が行われたが、改善の方向に向かっておらず、問題を無視しているとしてニューヨーク市議に批判が集まっている。

### レクリエーション
長さ6.1マイル (9.8 km) のパーク・ドライブはランニングやジョギング、徒歩、サイクリング、インラインスケートなどに頻繁に使用されている。パーク・ドライブには保護された自転車レーンがあり、USAサイクリング公認のアマチュアサイクリングクラブであるセンチュリー・ロード・クラブ協会のレーシングシリーズのホームコースとして使用されている。2021年に、セントラル・パークを含むニューヨーク市全体でe-スクーターが合法化された。公園はプロのランニングに使用され、ニューヨーク・ロード・ランナーズはセントラル・パーク内の5マイル (8.0 km) のランニングルートを指定した。ニューヨークシティマラソンのコースはセントラル・パーク内の数マイルのドライブを利用しており、タバーン・オン・ザ・グリーンの外がゴールとなる。1970年から1975年までは、レースコースは全てセントラル・パーク内で完結していた。
セントラル・パークには野球場がグレート・ローンに8面、ヘクシャー・ボールフィールドに6面、ノース・メドウに12面の計26面がある。ノース・メドウにはこの他、12面のテニスコート、6面のサッカー場 (ノース・メドウ野球場と敷地を共用)、4面のバスケットコート、レクリエーションセンターがある。グレート・ローンにはサッカー場が1面と4面のバスケットコートがあり、公園の南側には4面のバレーコートがある。
また、公園には北のラスカー・リンクと南のウォルマン・リンクの2つのアイススケートリンクがある。
セントラル・パークの氷河に覆われていた岩の露頭はボルダリングを行う人々を引き付けるが、石の品質が低いためにボルダリングはほとんど行われず"アメリカで最も哀れな岩の1つ" (one of America's most pathetic boulders) と呼ばれることもある。ボルダリングで最も有名な2つのスポットは、ラット・ロックとキャット・ロックである。また、クライミングに使われる公園南の他の岩には、ドッグ・ロック、ダック・ロック、ロックンロール・ロック、ビーバー・ロックがある。

### コンサート・パフォーマンス

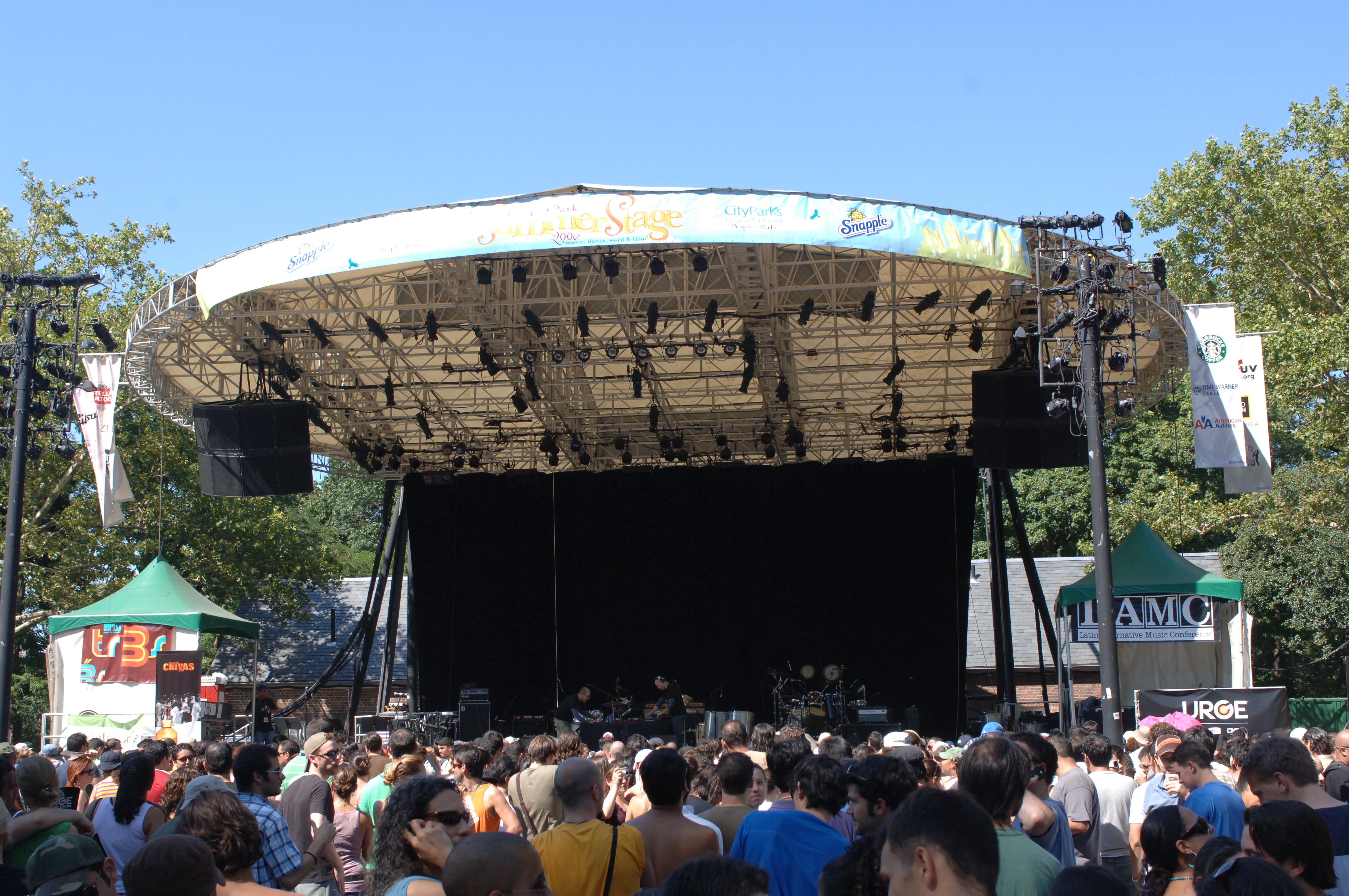
夏に行われる無料の音楽コンサートのサマーステージ

セントラル・パークは、開園以来コンサートの会場となってきた。元々はランブルで開催されていたが、1870年代に遊歩道隣のコンサートグラウンドに移された。遊歩道で開催された週末のコンサートには、全ての社会階級から何万人もの観客が集まった。1923年以来、コンサートは遊歩道にあるインディアナ石灰岩製のバンドシェルであるナウムブルク・バンドシェルで開催されている。バンドシェルは建設に資金を提供した銀行家のエルカン・ナウムブルクにちなんで名付けられ、長年にわたって経年劣化が進んでいるが完全な修復が行われたことはない。米国で最も古い無料のクラシック音楽コンサートシリーズである、1905年に設立されたナウムブルク・オーケストラ・コンサートはバンドシェルで開催されている。他の大規模なコンサートには、1981年のサイモン&ガーファンクルによる慈善公演であるセントラル・パーク・コンサートや、1997年にガース・ブルックスにより行われた無料コンサートがある。
いくつかの芸術グループはセントラル・パークでのパフォーマンスに専念している。このような団体にはコンサートシリーズを開催するセントラル・パーク・ブラスや、毎年一連の演劇を制作するニューヨーク・クラシカル・シアターが含まれる。
また、夏季にはいくつかの定期的なイベントが行われている。パブリック・シアターはデラコート・シアターにおいて、シェイクスピア・イン・ザ・パーク・フェスティバルなどの無料の野外劇場作品を上演している。シティ・パークス財団は、セントラル・パーク・サマーステージを主催している。このステージは、音楽、ダンス、スポークン・ワード、映画のプレゼンテーションなど、有名なパフォーマーにフィーチャーした無料ステージである。更にニューヨーク・フィルハーモニックは毎年夏にグレート・ローンで野外コンサートを行っており、メトロポリタン・オペラは1967年から2007年まで毎年2つのオペラをコンサートで上演していた。セントラル・パーク管理委員会は、2003年から毎年8月に無料映画上映会のセントラル・パーク映画祭を主催している。

## 交通
セントラル・パークには歩行者用通路、観光道路、乗馬道、横断道路が存在し、複数の地下鉄駅やバス路線から簡単にアクセスすることができる。

### 公共交通機関

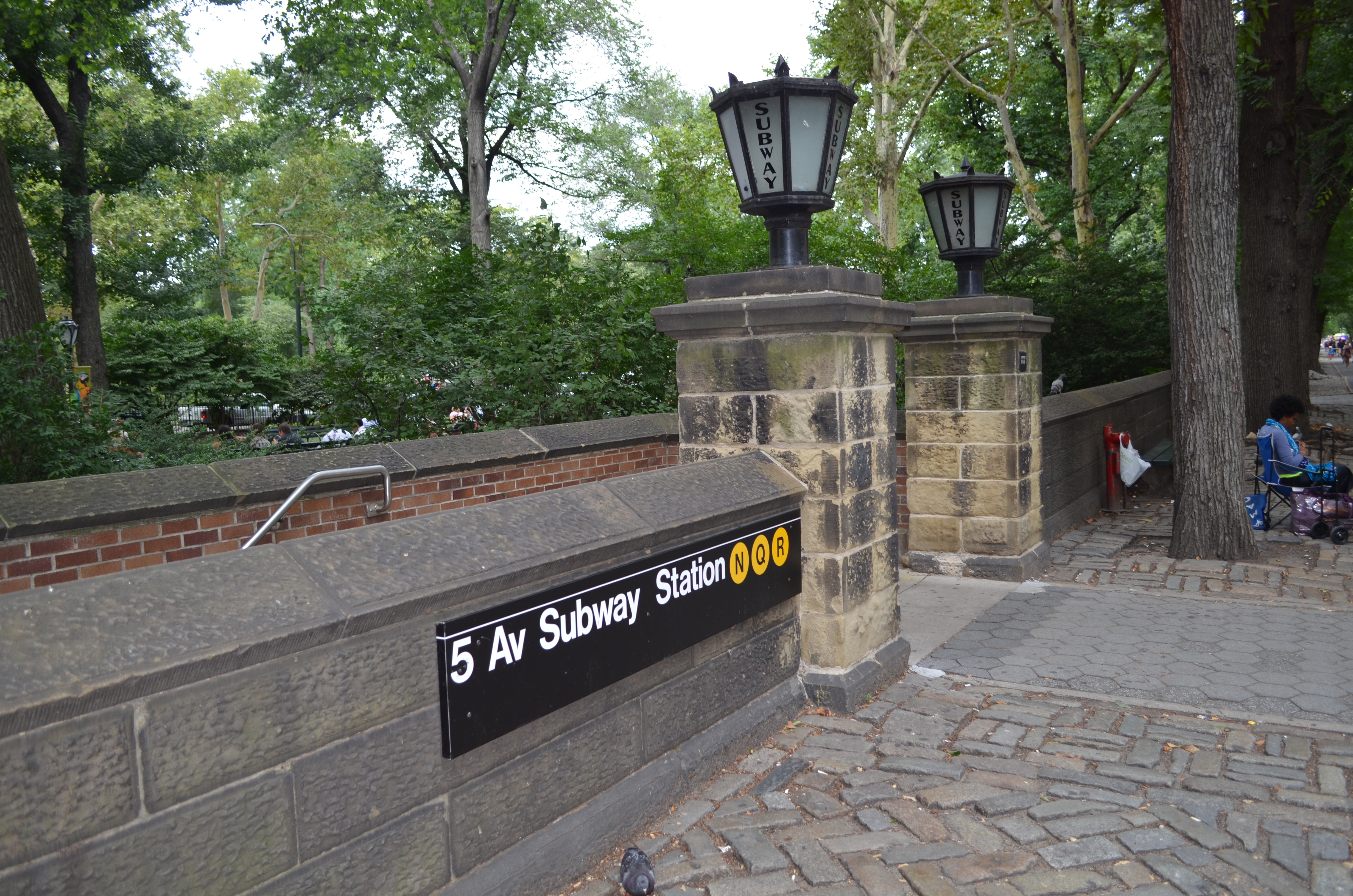
セントラル・パークの最寄駅の一つである5番街-59丁目駅の入口

ニューヨーク市地下鉄IND8番街線がセントラル・パーク西端のセントラル・パーク・ウェスト地下を南北に貫いており、南から順に59丁目-コロンバス・サークル駅、72丁目駅、81丁目-自然史博物館駅、86丁目駅、96丁目駅、103丁目駅、カテドラル・パークウェイ-110丁目駅の7駅が最寄駅となっている。また、59丁目-コロンバス・サークル駅にはIRTブロードウェイ-7番街線も乗り入れているほか、セントラル・パーク・ノースにIRTレノックス・アベニュー線のセントラル・パーク・ノース-110丁目駅、公園南東角の5番街と59丁目の交差点にはBMTブロードウェイ線5番街-59丁目駅が位置している。63丁目線は公園南部の地下を通過しているが駅はなく、5番街と63丁目の交差点西の公園内に1本の換気塔がある。
様々なバス路線がセントラル・パーク内を通過するか、公園沿いの道路に停車する。M10系統はセントラル・パーク・ウェストに沿って南北を縦断しており、M5, M7系統はセントラル・パーク・サウスを東西に横断している。M2, M3, M4系統はセントラル・パーク・ノースを通り、更にM1系統を加えた4つの系統の南行が5番街を通り、北行は1本東側のマディソン・アベニューを通過している。M66, M72, M79 SBS, M86 SBS, M96, M106系統は公園内の横断道路を通過するほか、M79 SBSとM86 SBSの2系統は公園敷地内に停留所がある。M12, M20, M104系統は公園南西のコロンバス・サークルにのみ停車し、M31, M57系統はセントラル・パーク・サウスから2本南の57丁目を通過するが公園沿いには停車しない。
セントラル・パークの端を走るバスのいくつかの系統は、かつてマンハッタンを横断していた路面電車の路線の代替となったものである。例えば6番街線はM5系統、8番街線はM10系統がそれぞれ代替となったバスである。また、M86系統の前身である86丁目クロスタウン線は、唯一公園内を横断していた路面電車路線である。

### 横断道路

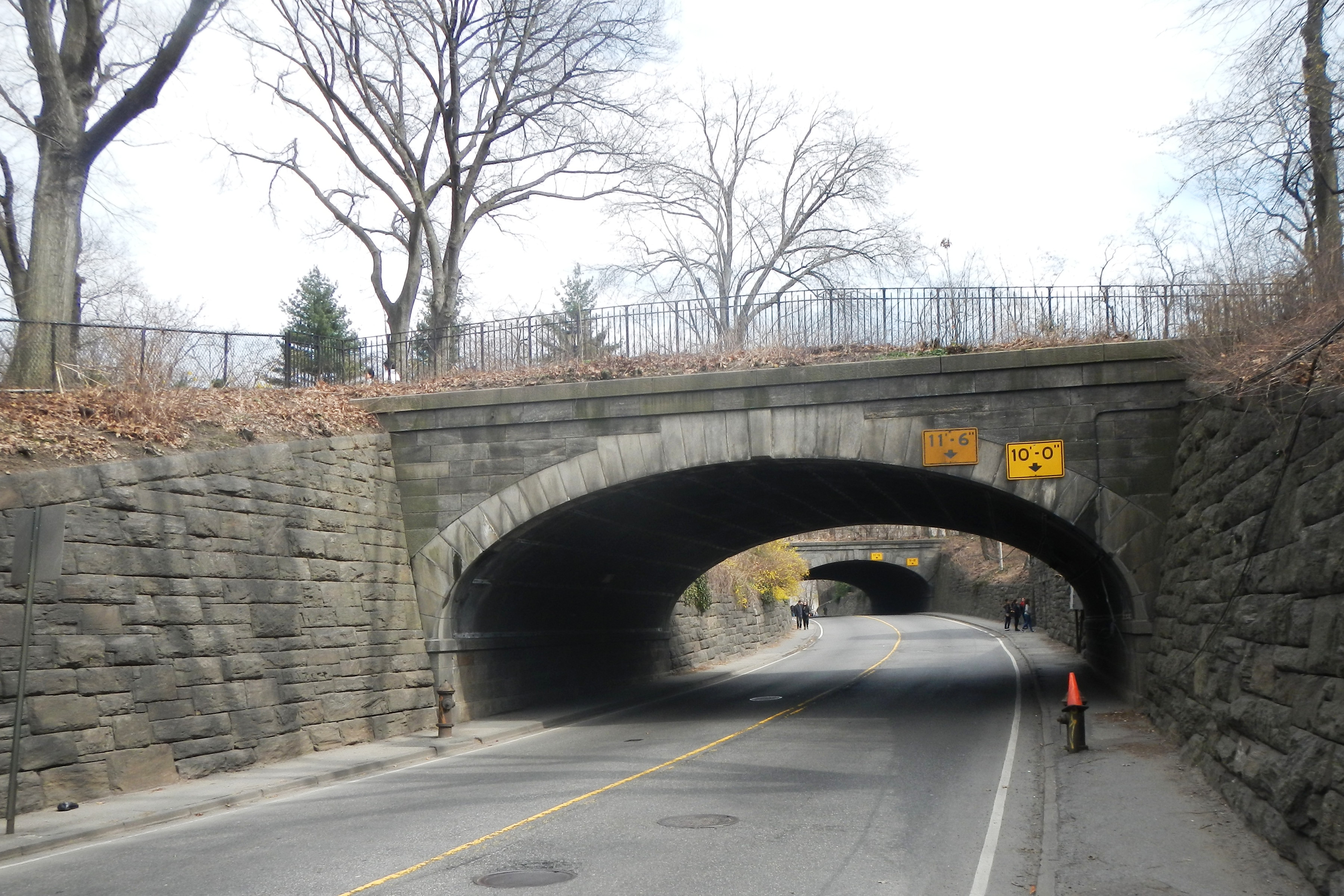
66丁目横断道路

セントラル・パークには東西方向の交通の流れを確保する4本の横断道路があり、南から北へ向かって66丁目、79丁目、86丁目、97丁目にそれぞれ存在している。66丁目横断道路は公園の東西で二手に分岐し、東65丁目/東66丁目 - 西65丁目/西66丁目間を結んでいる。これと同様に97丁目横断道路も東96丁目/東97丁目 - 西96丁目/西97丁目間を結ぶ。79丁目横断道路は東79丁目と西81丁目間を結び、86丁目横断道路は東84丁目/東85丁目 - 西86丁目間を結んでいる。各道路には片側1車線の対面通行であり、横断道路による公園の景観への影響を最小限に抑えるために公園の他の部分より低い位置に作られている。公園の営業時間外でも、横断道路は通行可能である。
横断道路は66丁目横断道路が最初に1859年12月に開通した。セントラル・パークで2番目に標高の高いビスタ・ロックの下を通過する79丁目横断道路は、堅い岩を掘削するために鉄道建設請負業者によって建設が進められ1860年12月に開通した。86丁目横断道路と97丁目横断道路は1862年後半に開通した。1890年代までに、他の横断道路の整備が不十分だったため、86丁目横断道路がほとんどの東西方向の交通を処理していた。交通量の増加に対応するため、1964年に79丁目横断道路の両端が拡幅された。横断道路は公園の他の区画ほど頻繁には維持されなかったが、公園自体よりも頻繁に使用されていた。

### 観光道路
公園には南北に走る3本の観光道路がある。歩行者専用道路との交差点に複数の信号機があるが、歩行者と車両の通行が平面交差しないアーチや橋もいくつか存在している。設計者は通行する車両の速度違反を心理的に防止するため、道路の広範囲にカーブを取り入れている。
ウェスト・ドライブは観光道路のうち最も西にあるもので、南行一方通行の馬車道・自転車道に歩道が付帯している。北はレノックス・アベニューとセントラル・パーク・ノース、イースト・ドライブの交差点から公園西側に沿って南の7番街とセントラル・パーク・サウス、センター・ドライブの交差点を結んでいる。この道路は危険な道路とされており、2014年にはウェスト・ドライブの0.5-マイル (0.80 km) の区間は歩行者にとって"セントラル・パークで最も危険な区画" (the most dangerous section of Central Park) と見なされ、同年ウェスト・ドライブでは自転車と歩行者の衝突事故により計15人が負傷している。

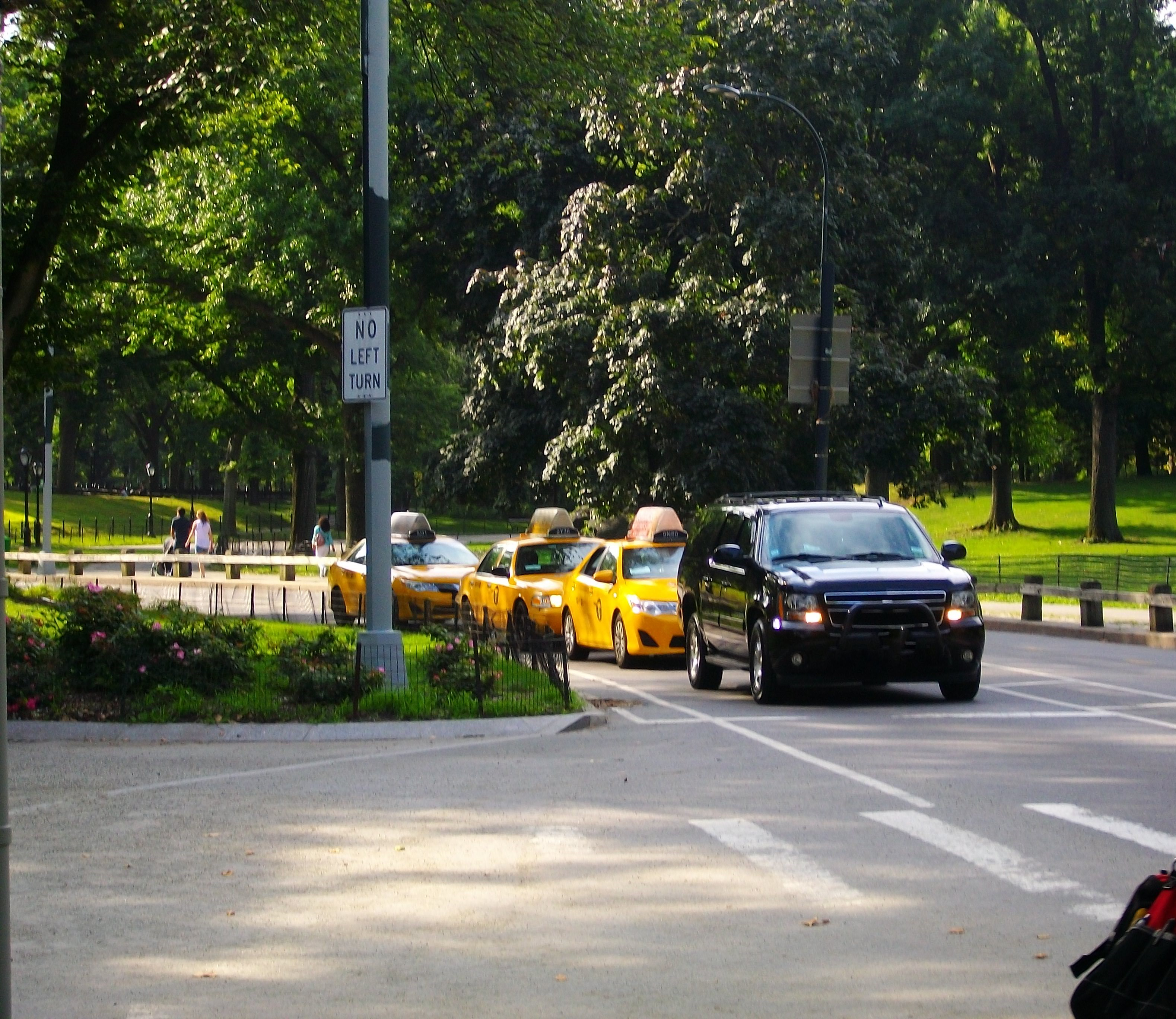
車両進入禁止となる前のセンター・ドライブ

センター・ドライブ (セントラル・パーク・ロワー・ループとも呼ばれる) はセントラル・パーク・サウスと6番街の交差点及びセントラル・パーク・サウスと7番街、ウェスト・ドライブの交差点から66丁目横断道路付近のイースト・ドライブとの交差点までを結ぶ、北行一方通行の馬車道・自転車道である。沿道にはビクトリアン・ガーデン、セントラル・パーク・カルーセル、セントラル・パーク遊歩道がある。
最も東にあるイースト・ドライブはグランド・アーミー・プラザから公園東側に沿ってレノックス・アベニューとセントラル・パーク・ノース、ウェスト・ドライブの交差点までを結んでいる、北行一方通行の馬車道・自転車道である。沿道にはセントラル・パーク動物園やメトロポリタン美術館が建っている。なお、この道路は86丁目横断道路と97丁目横断道路の間でジャクリーン・ケネディ・オナシス貯水池と5番街の間の狭い土地を通過するため、この区間に限りカーブはなく一直線の線形となっている。イースト・ドライブは、公園の開園時に馬車パレードが行われた場所であり、19世紀後半にはウェスト・ドライブとイースト・ドライブを馬車に乗って巡るのが人気となった。
他に2本の観光道路が公園を東西に横断している。72丁目にあるテラス・ドライブはウェスト・ドライブとイースト・ドライブを接続し、ベセスダ・テラスと噴水の横を通過する。同じ名前の通りより北にある102丁目横断道路は、ウェスト・ドライブとイースト・ドライブを結ぶかつての馬車道である。

#### 道路の歴史
セントラル・パークの開園当初の頃、道路の最高速度は馬車が5マイル毎時 (8.0 km/h)、馬が6マイル毎時 (9.7 km/h) に制限されていたが、その後それぞれ7マイル毎時 (11 km/h) と10マイル毎時 (16 km/h) に引き上げられた。 商用車とバスの公園への乗り入れは禁止されていた。1900年代から1910年代にかけて、セントラル・パークでは自動車の通行が一般的となり、速度超過による事故が多発した。安全性を高めるために、1912年に砂利道が舗装され、2年後に制限速度が15 mph (24 km/h) に引き上げられた。1920年代には中産階級に自動車が普及したため、道路の交通量は1929年には1時間あたり8,000台にまで増加した。1929年には最初の10ヶ月で338回の事故が発生し、8人が死亡、249人が負傷している。
1929年11月、観光道路は双方向通行から一方通行に変更された。観光道路には42機の信号が設置され、最高速度を25マイル毎時 (40 km/h) に制限し、1932年には更に改良が加えられた。この改良では自動車が25マイル毎時 (40 km/h) を維持して走行した場合は信号待ちが発生しないように信号の間隔が調整された。道路は1967年以降の週末に、実験的に自動車通行止めとなった。
2014年10月、2015年夏を目途に横断道路を除き公園内への自動車の進入を禁止にするための調査を実施する法案が提案された。2015年、ビル・デブラシオ市長は道路の閉鎖が交通の流れに悪影響を及ぼさないことが証明されたため、72丁目より北の区間のウェスト・ドライブとイースト・ドライブを車両進入禁止（自転車・馬車を除く）とすることを発表した。その後、市は追跡調査を実施した。この調査で、ウェスト・ドライブが朝のラッシュ期間中に2時間だけ通行可能で、1日平均1,050台の車両が通行しているのに対し、イースト・ドライブは1日12時間通行可能で1日平均3,400台の車両が通行していることが分かった。その後、2018年1月にイースト・ドライブの全区間が車両進入禁止となった。2018年4月、デブラシオ市長は観光道路全てが車両進入禁止となることを発表し、2018年6月より車両進入禁止となった。
21世紀初頭、セントラル・パークではサイクリストによる事故が多数発生した。2014年に西63丁目付近で自転車と衝突した歩行者のジル・ターロフが亡くなる事故が発生すると、サイクリストの事故問題への注意が促された。市が2011年に事故の調査を開始して以来、年間約300人がサイクリング関連の事故で負傷している。同年、近隣地区の住民は公園内でのサイクリングへの規制を強化するようにニューヨーク市警察に請願したが、これは失敗に終わった。

## 問題

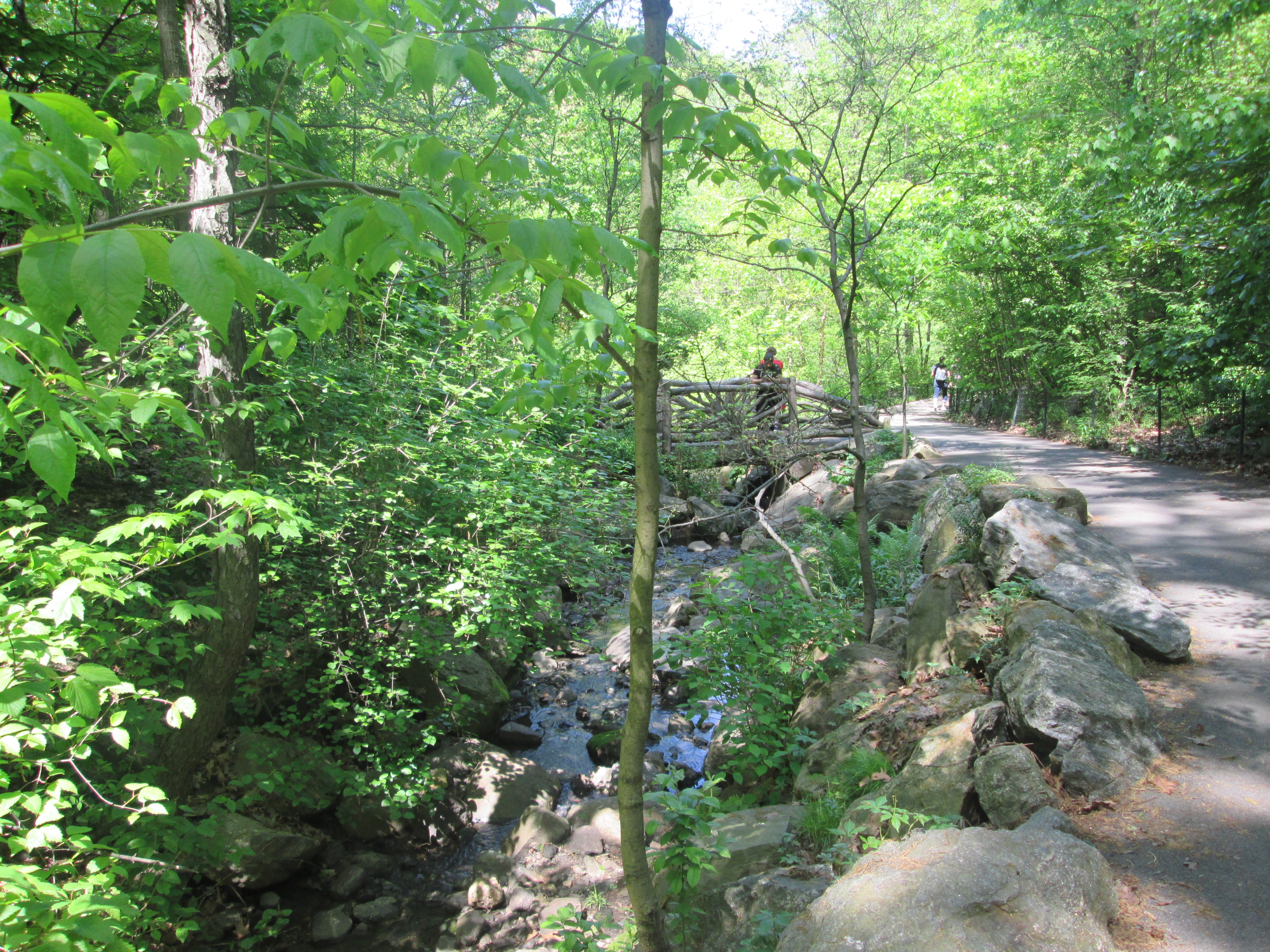
1989年に発生したセントラル・パーク・ジョガー事件の現場の一つとなったノース・ウッズ

### 犯罪
20世紀半ば、セントラル・パークは特に日没後は非常に危険であるという評判があった。このような悪評は、1941年に12歳のジェローム・ドレが公園の北部で15歳のジェームズ・オコンネルを刺殺する事件が発生したことで更に強まった。地元のタブロイド紙は、この事件を含むさまざまな犯罪を取り上げ、犯罪増加の波が来ていると大げさに書き立てた。1850年代後半の開園以来、セントラル・パークの犯罪発生件数は事実増加していたが、傾向としては市内の他の地域と同じであった。セントラル・パークで犯罪が多いという評判は、公園自体が世界的に有名だったことに加え、市内の他の場所で起きている犯罪よりも報道の頻度が高いことで余計に広まった。たとえば、1973年のニューヨーク・タイムズ紙は、その年に市内全域で発生した殺人事件の2割を報道したが、セントラル・パークで発生した殺人事件については4件中3件の割合で取り上げた。1970年代から1980年代には、セントラル・パークより北側の警察管轄地域で公園内の18倍もの殺人事件が発生し、南側でも3倍であった。
20世紀後半には、大きな注目を集めた犯罪が数多く発生した。公園に対する人々の認識を形作ったのは、その中でも特に注目を浴びた2つの事件であった。ひとつは1986年にロバート・チェンバースがジェニファー・レビンを殺害し、後に"プレッピー殺人" (preppy murder) と呼ばれた事件、もうひとつはその3年後のセントラル・パーク・ジョガー事件で、投資銀行家が殴打され強姦された。その一方で、1984年に2人のホームレス女性が集団強姦された事件などの犯罪は、ほとんど報道されていない。第二次世界大戦後、同性愛者の男性が性犯罪を犯し、暴力犯罪を引き起こすことが恐れられていた。1970年代と1980年代におけるその他の問題には、麻薬の流行、多数のホームレスの存在、破壊行為及びネグレクトがあった。
その後、ニューヨーク市の犯罪発生件数が減少するにつれて、こうした否定的なイメージも薄れていった。安全対策により、公園内の犯罪件数は1980年代初頭の約1,000件から、2019年時点で年間100件未満にまで減少した。以来、大きく報道された犯罪の例としては、2000年6月11日に開催されたプエルトリカン・デイ・パレードで酔っ払った男性ギャングが公園で女性に性的暴行を加えた事件がある。

### その他の問題
セントラル・パークで1960年代のビー-インと同様のデモ集会等を開催するのは、市の規制がますます厳しくなっており、許可を得にくい状態である。2004年に"正義と平和のための連合"は共和党全国大会にグレート・ローンで集会を開こうとしたが、大規模な集団集会は芝生を傷めるおそれがあるという理由で、市は使用許可の申請を却下した。また、ニューヨーク最高裁判所のニューヨーク郡支部の裁判官は却下を支持した。
2000年代から2010年代にかけて、セントラル・パークの南端に沿う一般に億万長者通りとして知られる区画に、新しい超高層ビルが建設された。市立芸術協会の報告によると、これらの建物は公園の南端に長い影を落としている。ニューヨーク・タイムズ紙による2016年の分析によると、ワン 57やセントラル・パーク・タワー、220 セントラル・パーク・サウスなどの超高層ビルは、冬になると公園の南北の長さの3分の1にあたる1マイル (1.6 km) の長さの影を落としている。2018年、ニューヨーク市議会は都市公園近辺での高層ビルの建設を制限する法案を提案した。

## 影響

### 文化的影響

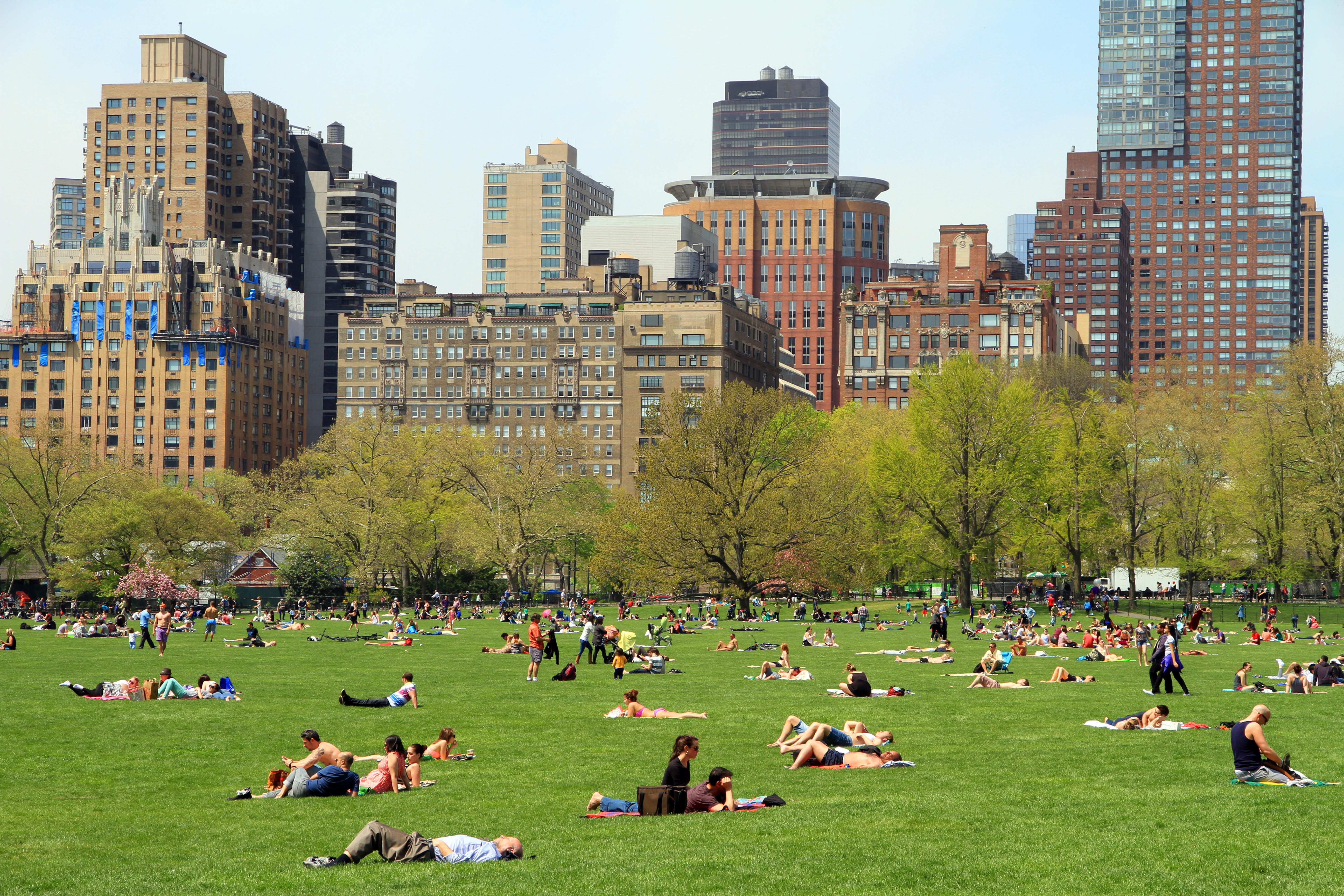
集会に多く使われるシープ・メドウ

セントラル・パークの規模と文化的立ち位置は、多くの都市公園のモデルとして役立ってきた。オルムステッドは、公園を都市の日常生活のストレスに対するアンチテーゼと意図していた。建設当時は急進的であったグリーンスワード計画は、公園の設計と都市計画に広範な変化をもたらした。特に公園は、相互に要素の関連している風景を組み込むように設計された。
ニューヨーク市のシンボルでもあるセントラル・パークは、世界で最も撮影された場所の一つである。2017年12月のレポートによると231本の映画がセントラル・パークをロケ地として使用しており、周辺のグリニッジ・ヴィレッジは160本以上の映画で、タイムズスクエアは99本の映画でロケ地となっており、これらを上回っている。2009年には推定4,000回、1日あたり平均10回以上の映画撮影が行われ、市の収入は1億3550万ドルに上った。セントラル・パークで撮影された映画には以下のような作品がある。
- エイジ・オブ・イノセンス/汚れなき情事 (1993年)
- フィッシャー・キング (1991年)
- マラソンマン (1976年)
- おかしな夫婦 (1970年)
- ホーム・アローン2 (1992年)
- ダイ・ハード3 (1995年)
- メイド・イン・マンハッタン (2002年)
- 13 ラブ 30（英語版） (2004年)
- 最後の恋のはじめ方 (2005年)
- 魔法にかけられて (2007年)

その文化的及び歴史的重要性のために、セントラル・パークは1963年5月23日にアメリカ合衆国国定歴史建造物、1974年3月26日にニューヨーク市歴史建造物に指定されている。2017年にはユネスコの暫定世界遺産に登録された。

### 不動産・経済

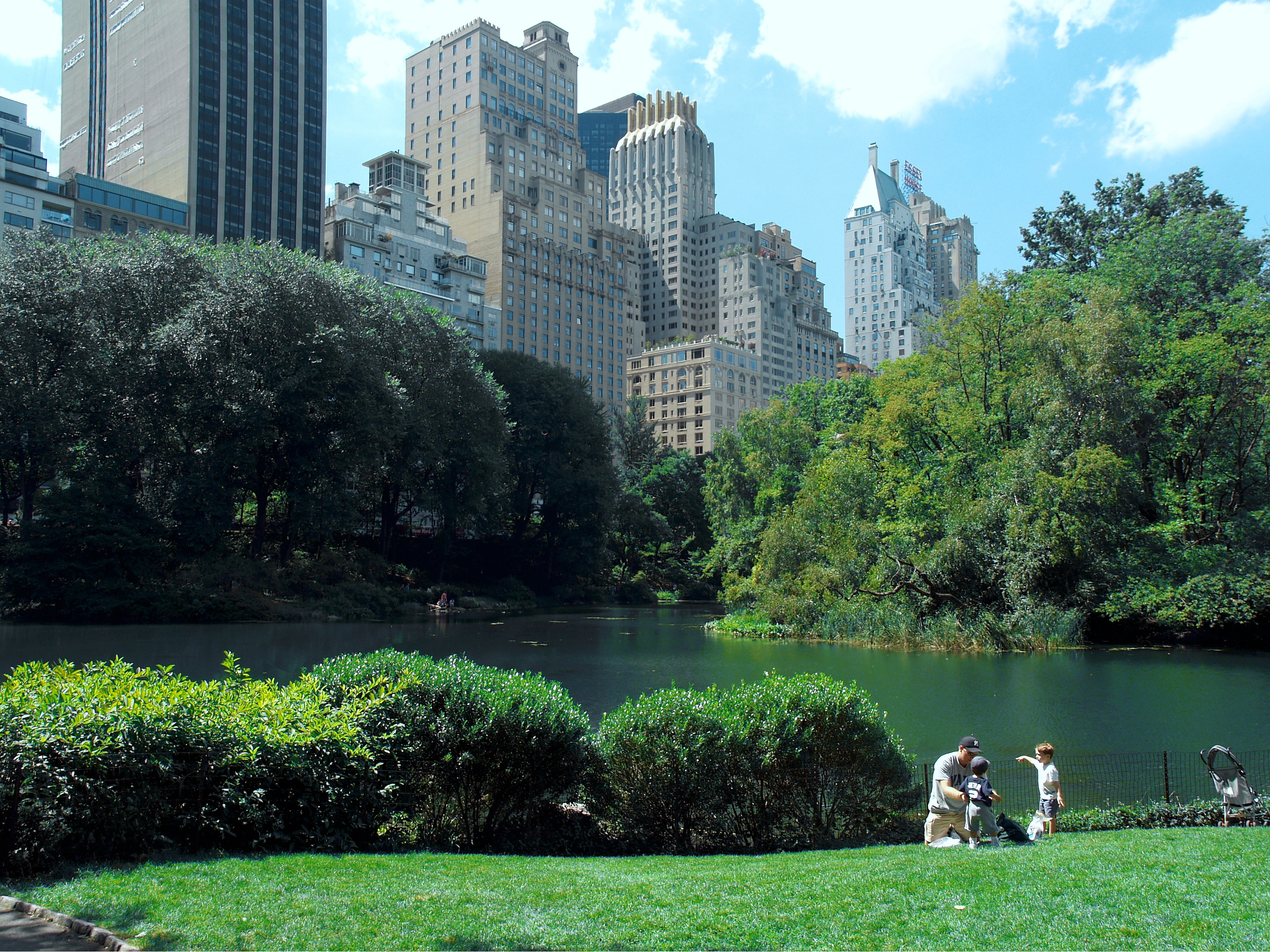
セントラル・パークの南に聳える超高層ビル群

セントラル・パーク周辺の土地の価値は、公園の建設中の1860年代半ばに大幅に上昇し始めた。セントラル。パークが完成すると周辺地域の不動産価格はすぐに上昇し、1858年から1870年の間に最大700%上昇した不動産もある。また、アッパー・マンハッタンでのゾーニング計画の作成にも繋がった。セントラル・パークの完成後、高級地区が公園の両側で成長した。アッパー・イースト・サイドでは、セントラル・パークの南に隣接する5番街の一部が、裕福な家庭が集中していることから1890年代までに"億万長者通り" (Millionaires' Row) として知られるようになった。アッパー・ウエスト・サイドの開発には時間がかかったが、次第にテラスハウスや高級マンションが近隣に立ち並ぶようになり、後にセントラル・パーク・ウェスト歴史地区の一部となった。市内の裕福な人々のほとんどはかつて大邸宅に住んでいたが、19世紀後半から20世紀初頭にかけてセントラル・パーク付近のアパートへ引っ越してきた。
20世紀後半、1990年代にセントラル・パークが修復されるまでは公園に近いことが不動産の価値に大きな影響を与えることはなかった。セントラル・パークの修復後には、公園付近において市内で最も高価な物件のいくつかが売却または賃貸された。セントラル・パークの土地価値は2005年12月に約5288億ドルと推定されたが、これは付近と土地の平均価値に対する公園の影響に基づいて算出されている。
現代では、セントラル・パークは数十億ドルの経済的影響をもたらしたと推定されている。2009年の調査によると市は6億5600万ドル以上の年間税収があり、訪問客は公園のために3億9500万ドル以上を消費し、公園内事業は1億3550万ドルの利益を生み出し、年間4,000時間の映画撮影やその他の写真撮影が行われ、1億3560万ドルの経済的成果を生み出している。2013年時点で公園から徒歩10分 (約0.5マイル (0.80 km)) 以内の家に約55万人が住んでおり、地下鉄で30分以内に115万人が公園へ訪れることが出来た。

### 備考
1. ↑  近年ではセントラル・パークという呼称が定着しているため、中央公園と呼ばれる事例は少なくなっているが、山崎正和の『病みあがりのアメリカ』や三島由紀夫の『手で触れるニューヨーク』などで使用例が見られる[3][4]。
2. ↑  正式にはこの管区は第22管区であるが、公にセントラル・パーク管区と呼ばれている[30]。
3. ↑  「プレッピー」とは、裕福な家庭に育ち、名門私立校に通う子女を指す。詳しくはプレッピーの項を参照。